# Tornádo na Břeclavsku a Hodonínsku
Několika obcemi na pomezí Břeclavska a Hodonínska na jižní Moravě prošla ve čtvrtek 24. června 2021 okolo 19.20 hodin večer extrémní bouře s krupobitím a tornádem. Jednalo se o silné tornádo doprovázené savými víry, které dosáhlo síly F4 na Fujitově stupnici (druhá nejsilnější úroveň síly tornáda). Prošlo úsekem dlouhým 26 kilometrů a širokým (s odchylkami) zhruba půl kilometru. Kriticky zasaženo bylo sedm obcí, nejvíce postiženy byly Moravská Nová Ves, Mikulčice, Hrušky, Lužice a části Hodonína Bažantnice a Pánov.
V dotčených obcích bylo poničeno asi 1200 až 1600 staveb včetně veřejných, zemědělských a průmyslových budov, dále velký počet stromů a vozidel. Silně zasažena byla infrastruktura včetně druhého železničního koridoru. Škody na soukromém i veřejném majetku byly podle předběžných odhadů vyčísleny na 15 miliard korun. Ke zbourání bylo určeno asi 200 domů. V průběhu večera a následujícího dne bylo ošetřeno několik set zraněných osob, zemřelo celkem šest osob.
V evropském měřítku se jednalo o tornádo s největším počtem obětí od roku 2001 a zároveň do té doby nejsilnější a nejsmrtelnější meteorologickou událost v Evropě roku 2021. Se změřenou intenzitou F4 se také jedná o historicky nejsilnější evidované tornádo na českém území – jediný doklad o podobně ničivém tornádu je z Kosmovy kroniky české pro území Prahy a den 30. července 1119.
Bezprostředně po ničivém tornádu se zvedla velká vlna solidarity, do postižených obcí přijelo pomáhat odstraňovat následky tornáda tisíce dobrovolníků. K 8. červenci 2021 se v České republice vybralo na finančních darech celkem 1,1 mld Kč pomoci, další peníze věnovali lidé přímo poškozeným rodinám.

## Meteorologické podmínky
Tornádo nastalo koncem týdne, kdy byla zaznamenána velká četnost extrémních meteorologických jevů ve střední a západní Evropě. Ve čtvrtek 24. června 2021 byly meteorologické podmínky na sever od východního okraje Alp velmi příznivé pro vznik supercelárních bouří, neboť zde byla v atmosféře extrémně vysoká konvektivní dostupná potenciální energie (CAPE) a zároveň velký střih větru. Český hydrometeorologický ústav (ČHMÚ) vydal výstrahu před výskytem velmi silných bouřek s přívalovými srážkami. ESTOFEX pro pomezí Dolních Rakous a jižní Moravy vydal varování ve skupině 3 (možný výskyt extrémně silných supercelárních bouří doprovázených kroupami s průměrem nejméně 5 cm, nárazovým větrem o rychlosti nejméně 119 km/h či produkujících tornádo o intenzitě F2 či vyšší). Přibližně dvě hodiny před vznikem tornáda přecházela jiná silná bouře západ Česka a z ní pocházející downburst zpustošil ves Stebno na jihu Ústeckého kraje.

## Průběh a povaha
Supercelární bouře, s níž bylo tornádo spojeno, postupovala před osmou hodinou večerní zhruba podél silnice I/55 a železniční tratě Přerov–Břeclav, nejprve od západu a následně od jihozápadu na severovýchod. Vzdušný vír (tromba) se dotkl země severovýchodně od Břeclavi a postupoval dále přes Hrušky, Moravskou Novou Ves, Mikulčice a Lužice k Hodonínu. Město Hodonín zasáhlo tornádo v 19.40 hodin středoevropského letního času. Dráha tornáda byla 26 kilometrů dlouhá a okolo 500 metrů široká, její stopa byla z leteckých záběrů patrná od okraje Břeclavi až po katastr Ratíškovic. Měření Amatérské meteorologické společnosti ve spolupráci s ČHMÚ potvrdilo délku 26 kilometrů a šířku pásu od 100 po 700 metrů. Přesná doba trvání tornáda nebyla ještě den po události známa. Podle zhodnocení ČHMÚ byla bouře provázena tornádem zhruba v čase 19.10–19.45 hodin.
Podle meteorologa Michala Žáka mohlo jít až o tornádo síly kategorie F4, dosahující rychlosti větru 332 až 418 kilometrů v hodině. Meteorolog Petr Münster z ČHMÚ v pátek 25. června uvedl, že podle průzkumu následků v Hruškách se jednalo minimálně o tornádo stupně F3, přičemž některé budovy vykazovaly i známky intenzity F4 až F5. Martin Setvák z ČHMÚ v sobotu 26. června potvrdil, že se určitě jednalo přinejmenším o nejsilnější tornádo síly F3, ale pravděpodobně až F4. Pravděpodobně se jednalo o tornádo vzniklé na jedné bouři, nevyloučil však možnost, že by se mohlo jednat i o více tornád. Na tornádu podle něj byly savé víry, které zapříčinily nejvýraznější škody. V pondělí 28. června ČHMÚ potvrdil, že šlo o tornádo stupně F4 a totéž vyplynulo z jeho předběžné zprávy k vyhodnocení tornáda.

## Škody
Tornádo způsobilo enormní škody nejen samotnou svou silou, ale i tím, že jeho trajektorie vedla přímo pásem lidnatých sídel. V obcích dotčených tornádem bylo poničeno asi 1200 domů včetně veřejných budov, dále stromy, vozidla a infrastruktura. Podle organizace Člověk v tísni bylo silně poškozeno 1600 domů. Ke zbourání jich bylo určeno asi 200.

### Obce přímo zasažené tornádem
- Hodonín: Tornádo postihlo severozápadní a severní část, především části Pánov, Bažantnice a lokalitu Kapřiska.[28][29][30] Poškozeno bylo 100 domů, z toho k demolici jich bylo určeno 10.[31] Bouře odnesla střechu sportovní haly, poškodila zdejší zoologickou zahradu a způsobila další škody.[7][32] V zoologické zahradě byl prakticky srovnán se zemí psí útulek, zvířecí výběhy byly poškozeny jen málo.[33] Rozšířila se poplašná zpráva, že utekli tygři, která se však nezakládala na pravdě.[33][34] Vážně poničen byl domov pro seniory S-centrum, který přišel o střechu, zasažena byla i škola.[7] Dvě ze tří středních škol (Střední škola průmyslová a umělecká a Integrovaná střední škola Hodonín) byly následujícího dne kvůli poškození zavřeny, škody utrpěla i společná jídelna.[35]
- Hrušky: Těžce byla poničena celá jižní část obce.[19] Poškozeno bylo asi 200 domů, z toho asi 60 bylo určeno k demolici.[31] Místní kostel přišel o věž, o střechu a fasádu přišla sousední budova školy. [19]
- Lužice: Postižena byla zhruba třetina obce. Poškozeno bylo asi 100 domů, z toho asi 17 jich bylo určeno k demolici.[31] Některé domy přišly o střechy, lidé bez přístřeší byli evakuováni do místní sokolovny.[18] Zdevastovány byly vinohrady v okolí obce.[36]
- Mikulčice: Zasažena byla přibližně třetina obce, poškozeno bylo asi 300 domů, z toho asi 60 jich bylo určeno k demolici.[31] V obci se mimo jiné převrátil autobus, lidé bez přístřeší byli evakuováni do sportovní haly.[18]
- Moravská Nová Ves: Bylo poškozeno nejvíce domů ze všech tornádem zasažených obcí, celkem asi 370, k následné demolici jich bylo určeno asi 30.[31] Poničeno bylo i agrodružstvo Agromoravia, kde uhynulo podle prvotních odhadů nejméně 30 býků,[36] podle pozdější zprávy Státní veterinární správy nejméně 80 z celkových 430 chovaných býků.[37][33] Zničena byla též střecha a část věže kostela sv. Jakuba Staršího.[38] Tornádo zničilo mimo jiné i dva penziony[39][40] či hospodu Ivana Sečkáře, jemuž také zahynul bratr.[41][42]

### Další poškozené obce
- Břeclav: Extrémní krupobití poškodilo mnoho střech, automobilů, skleníků apod. Ubytovně ve Staré Břeclavi se propadla střecha.[43]
- Tvrdonice: Obec mimo jiné zůstala bez dodávek elektřiny.[44]
- Týnec: Obec přišla o dodávky elektřiny a na ní závislé pokrytí mobilním signálem.[44]
- Valtice: Bouře s krupobitím poškodila většinu domů ve městě,[45] mimo jiné poničila okna a střechu zámku, památky UNESCO.[7]

### Další škody
Byla přerušena doprava na druhém železničním koridoru v úseku Břeclav – Staré Město u Uherského Hradiště. Na úseku od Hrušek k Hodonínu bylo strháno trakční vedení, místy byly poškozeny i kolejnice, na něž spadly betonové trosky. První vlak, tažený dieselovou lokomotivou, mohl projet postiženým úsekem až pátého dne po katastrofě.
Bezprostředně po bouři byla též obousměrně zablokována dálnice D2, na kterou u Břeclavi spadlo několik podpěr vedení velmi vysokého napětí. Ve směru na Bratislavu byla v průběhu večera zprovozněna, směr na Brno zůstal vyhrazen pro přesun složek Integrovaného záchranného systému. Policie následně také uzavřela pro civilní vozidla Hodonín, Hrušky, Moravskou Novou Ves a Týnec. V oblasti došlo k několika nehodám autobusů, včetně převrácení se 4 zraněnými.
V celém Jihomoravském kraji zůstalo v pátek 25. června ráno bez dodávek zemního plynu asi 2 500 odběratelů. Energetici z eg.d evidovali na území zahrnujícím kromě jižní Moravy i Olomoucký či Zlínský kraj celkem 42 poruch na vedení vysokého napětí a více než 70 000 odběrných míst bez elektrického proudu.
V neděli 27. června jihomoravský hejtman Jan Grolich uvedl, že škody na veřejném majetku způsobené bouří by mohly dosáhnout 12 miliard Kč, na soukromém majetku pak mnohonásobně vyšší. Poničeno podle něj bylo celkem 1 200 domů a z nich již asi 70 bylo určeno k demolici. K 28. červnu byly škody na soukromém i veřejném majetku odhadovány nejméně 15 miliard korun a počet budov ke zbourání byl stanoven na 150. K 6. červenci se již bylo určeno k demolici více než 180 domů, Organizace Člověk v tísni odhadla počet silně postižených domácností na 1 600.
Již v pátek 25. června odhadovala Generali Česká pojišťovna pojistné škody u svých klientů v řádu stovek milionů korun, Kooperativa k 15. hodině téhož dne evidovala nahlášených 1 700 škod v hodnotě přesahující 294 milionů Kč.
Záchranáři ve čtvrtek 24. června kolem 22. hodiny hlásili zaznamenaných až 150 zraněných lidí, kolem půlnoci již zaznamenaných až 200 zraněných lidí. Nemocnice Břeclav před koncem dne hlásila přijatých cca 50 zraněných s tím, že číslo nebylo konečné. Nemocnice Hodonín do konce dne ošetřila přes 200 zraněných včetně pohmožděnin, otevřených zlomenin a zranění hlavy, potvrdila jedno úmrtí mezi pacienty. Ráno po neštěstí již bylo uváděno 5 zemřelých. Ani první ohlášený počet zraněných nebyl konečný, už o několik hodin později se začalo mluvit o čísle až 300 zraněných. V pátek dopoledne bylo hlášeno v Úrazové nemocnici Brno pět hospitalizovaných pacientů z postižených oblastí.

### Postižené lokality 25. června

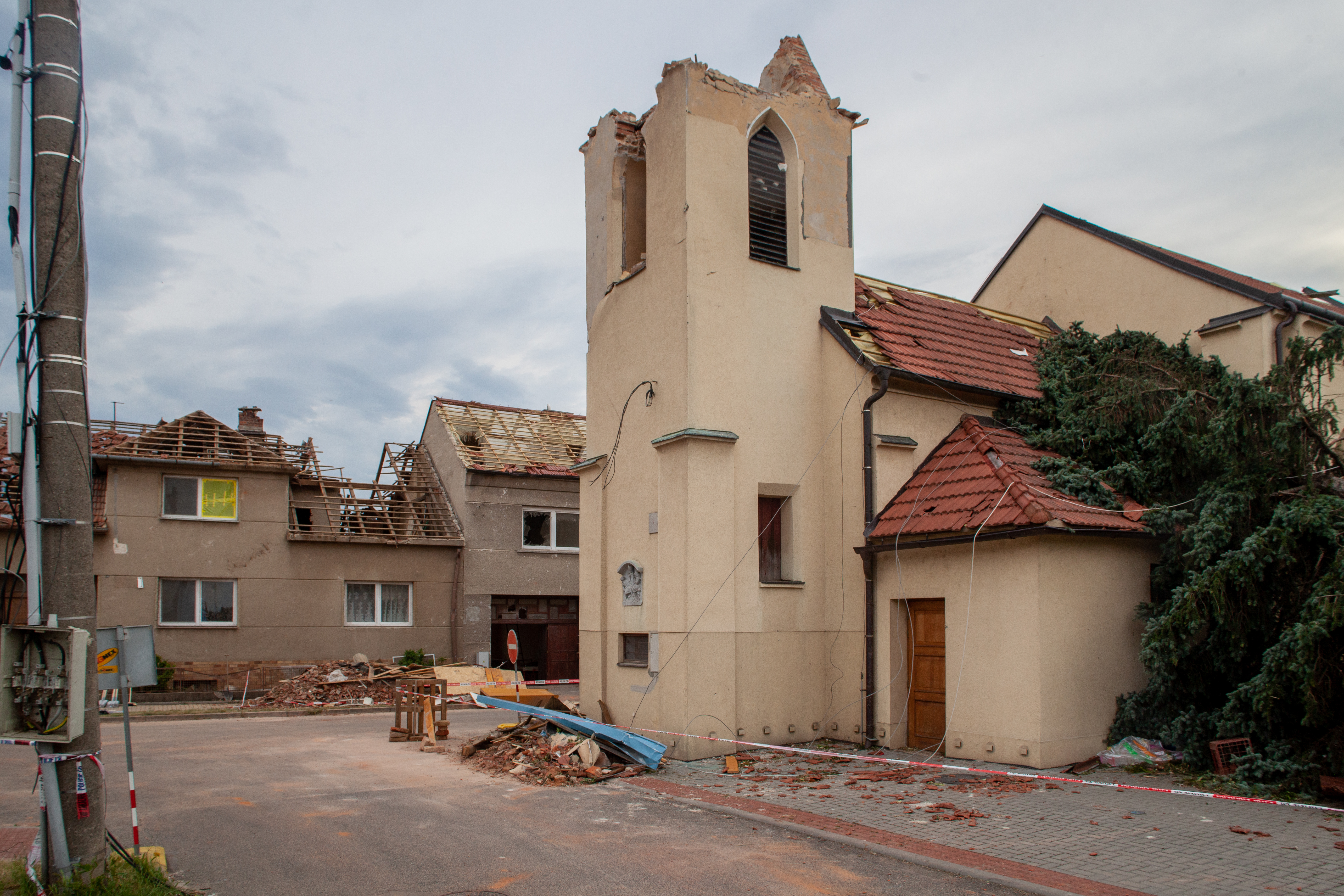
Hrušky: kostel sv. Bartoloměje v Hlavní ulici
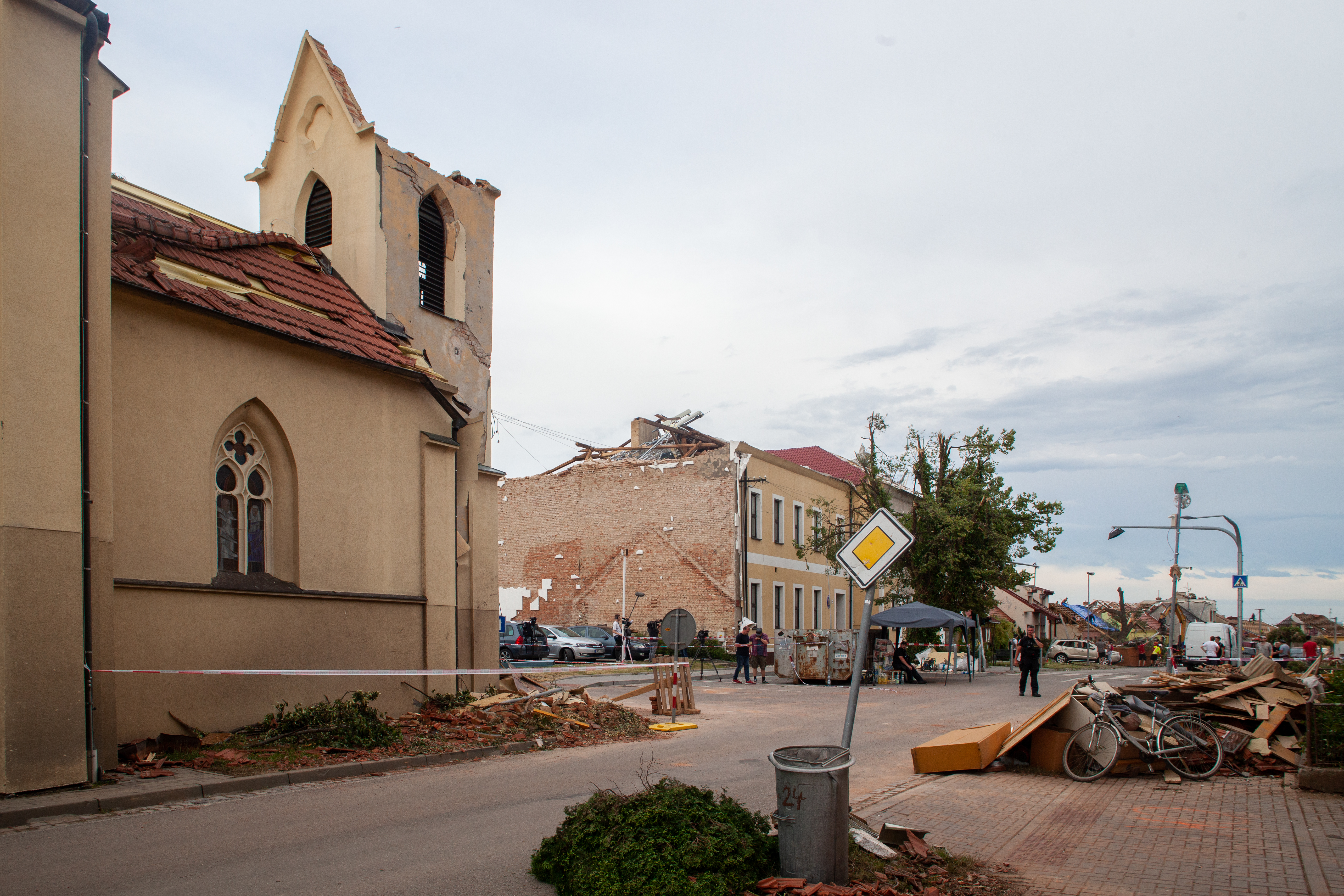
Hrušky: základní škola a kostel v Hlavní ulici
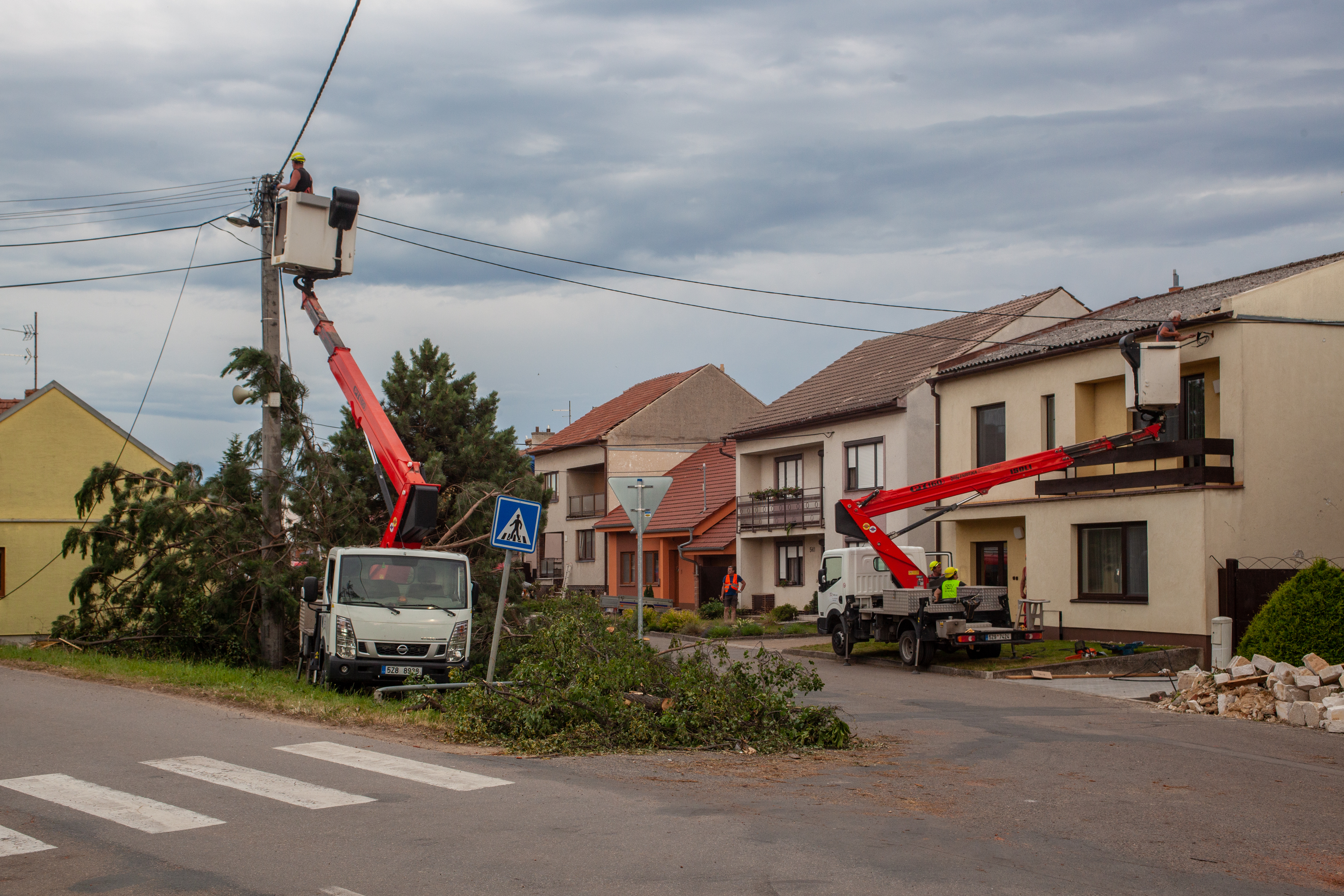
Hrušky: oprava rozvodů na křižovatce ulic U Zbrojnice a Záhumenní
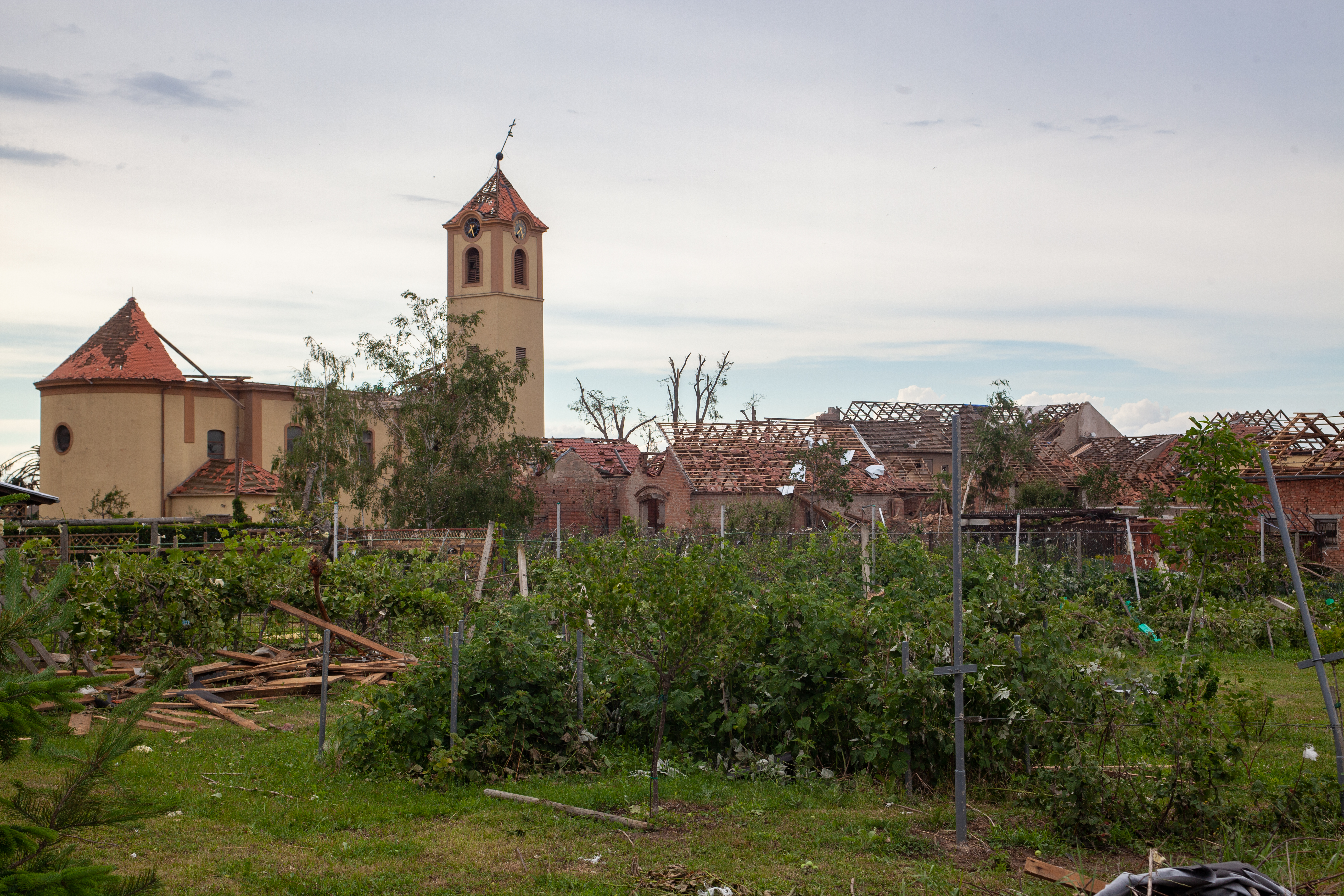
Moravská Nová Ves: kostel sv. Jakuba a zahrádky domů
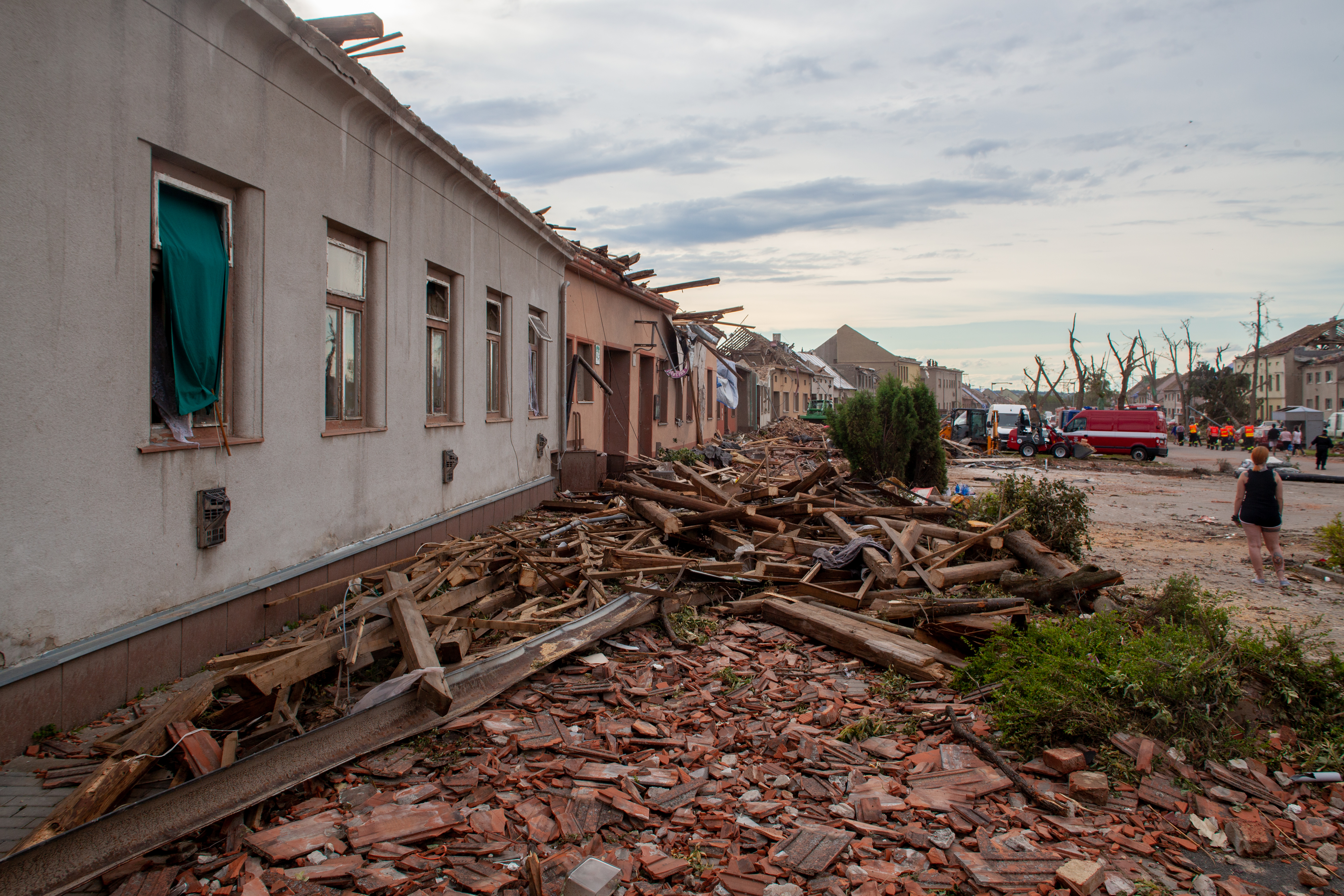
Moravská Nová Ves: poškozené domy na náměstí Republiky
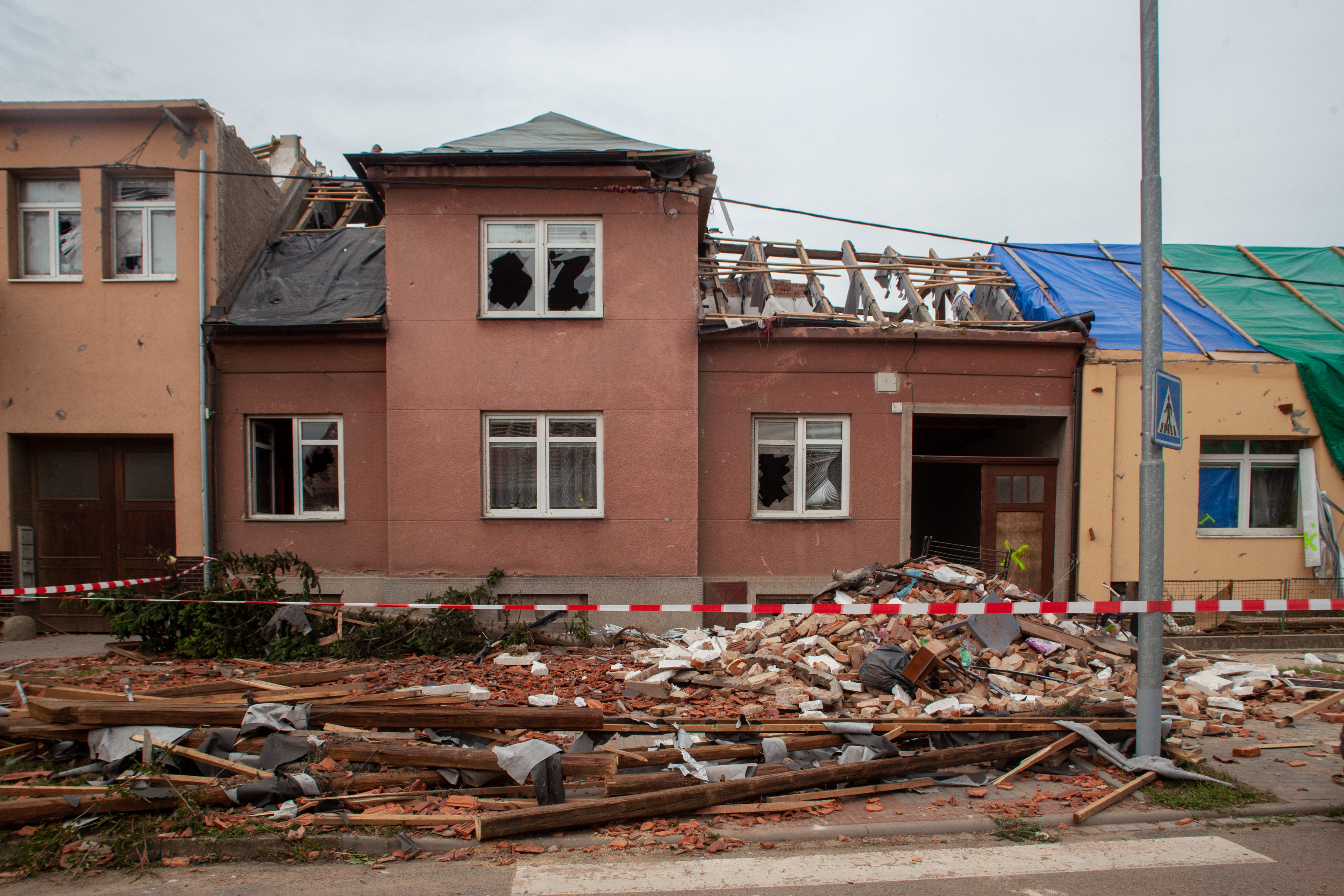
Moravská Nová Ves: poničený dům v Hlavní ulici
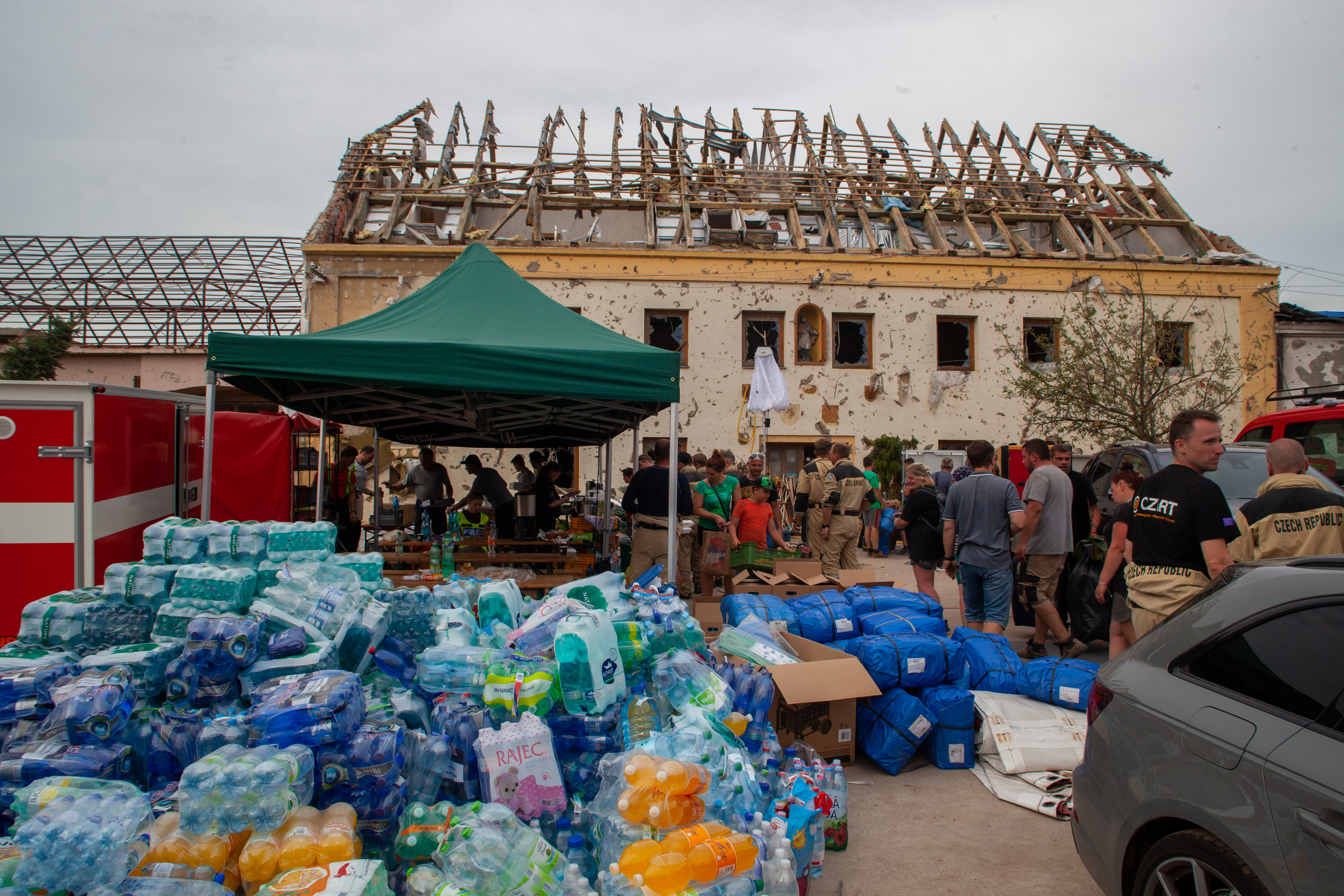
Moravská Nová Ves: rozdělování základních potřeb před radnicí
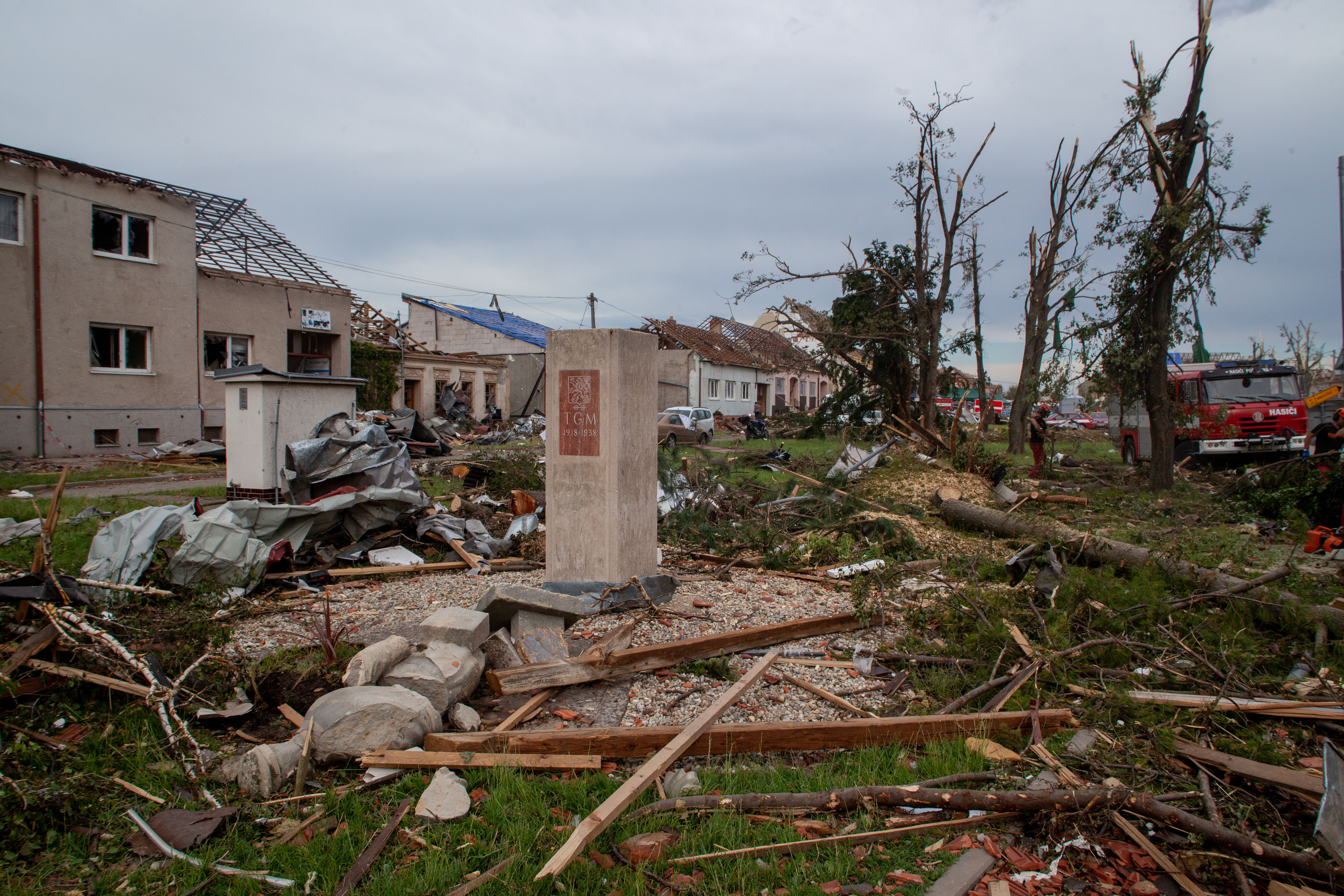
Moravská Nová Ves: rozbitý pomník TGM na náměstí Republiky
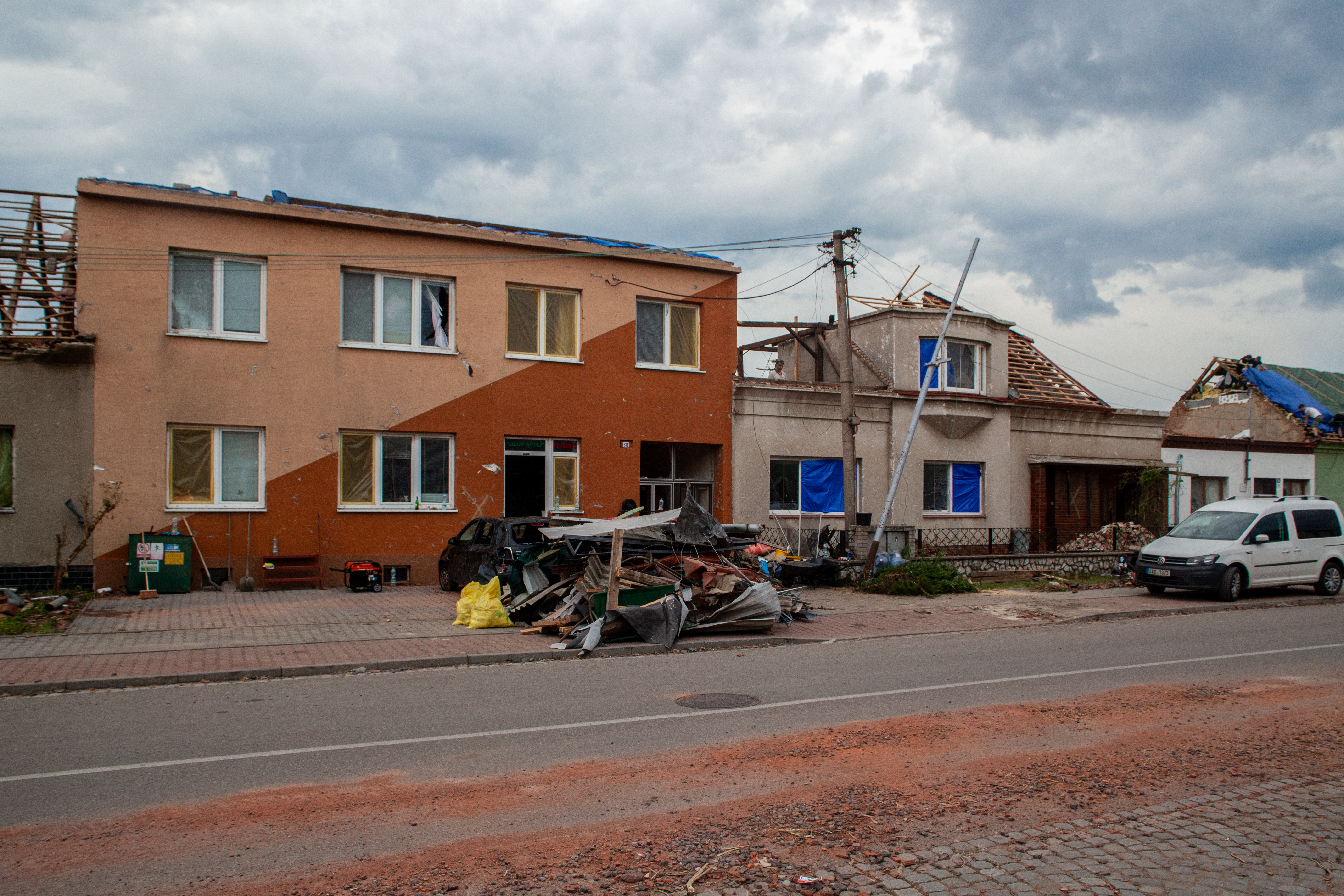
Lužice: poškozené domy ve Velkomoravské ulici
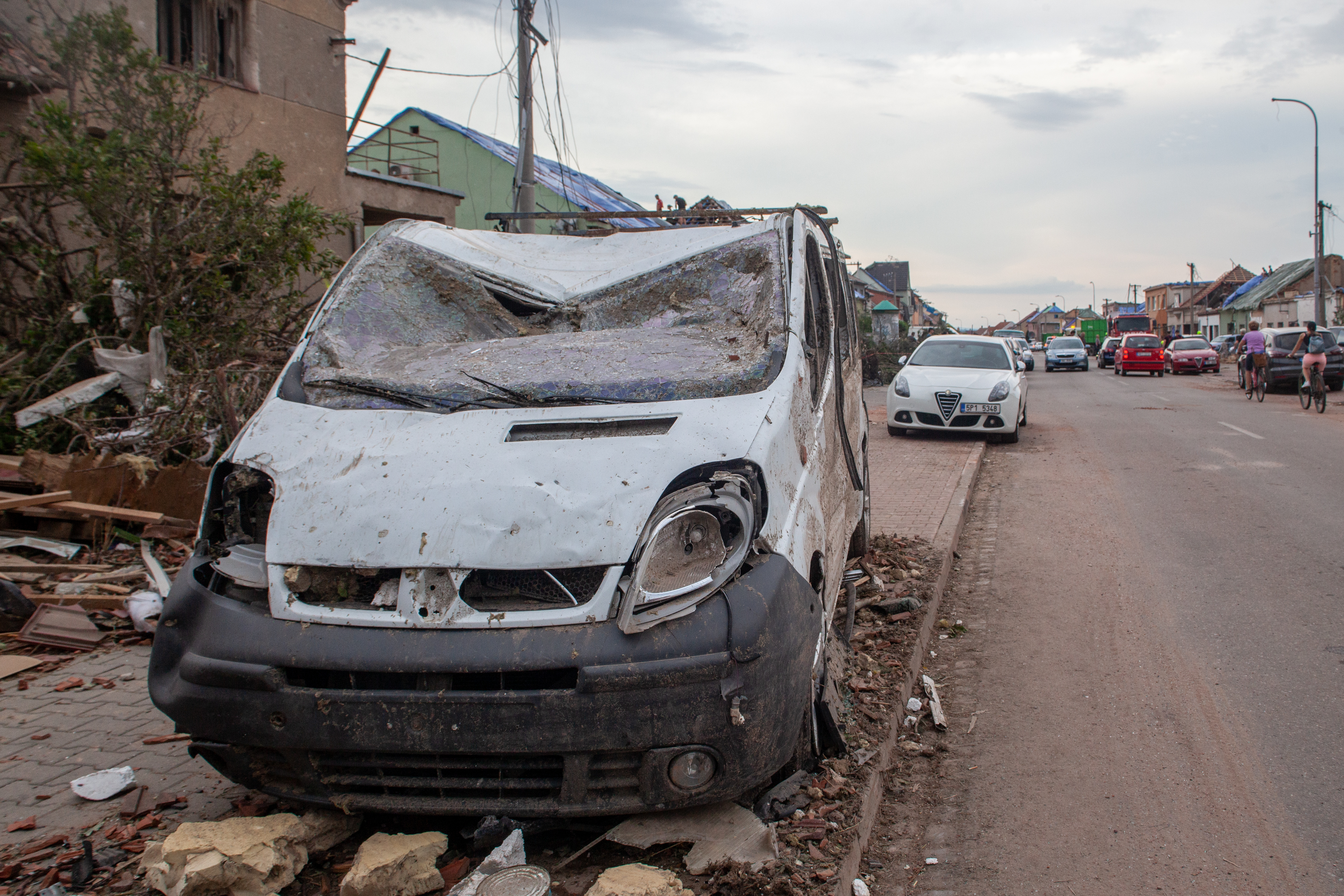
Lužice: zdemolovaný automobil ve Velkomoravské ulici
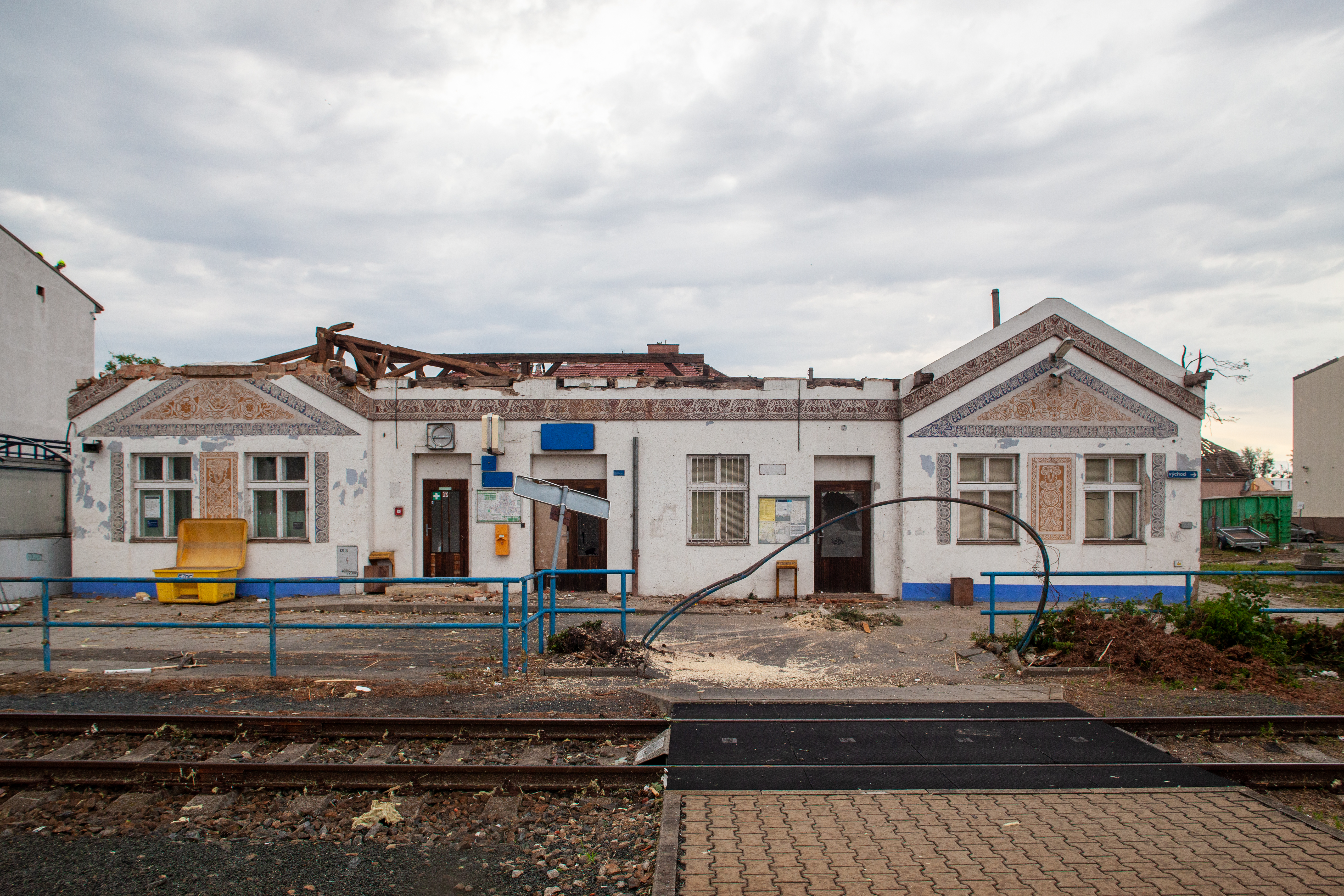
Lužice: výpravní budova železniční stanice
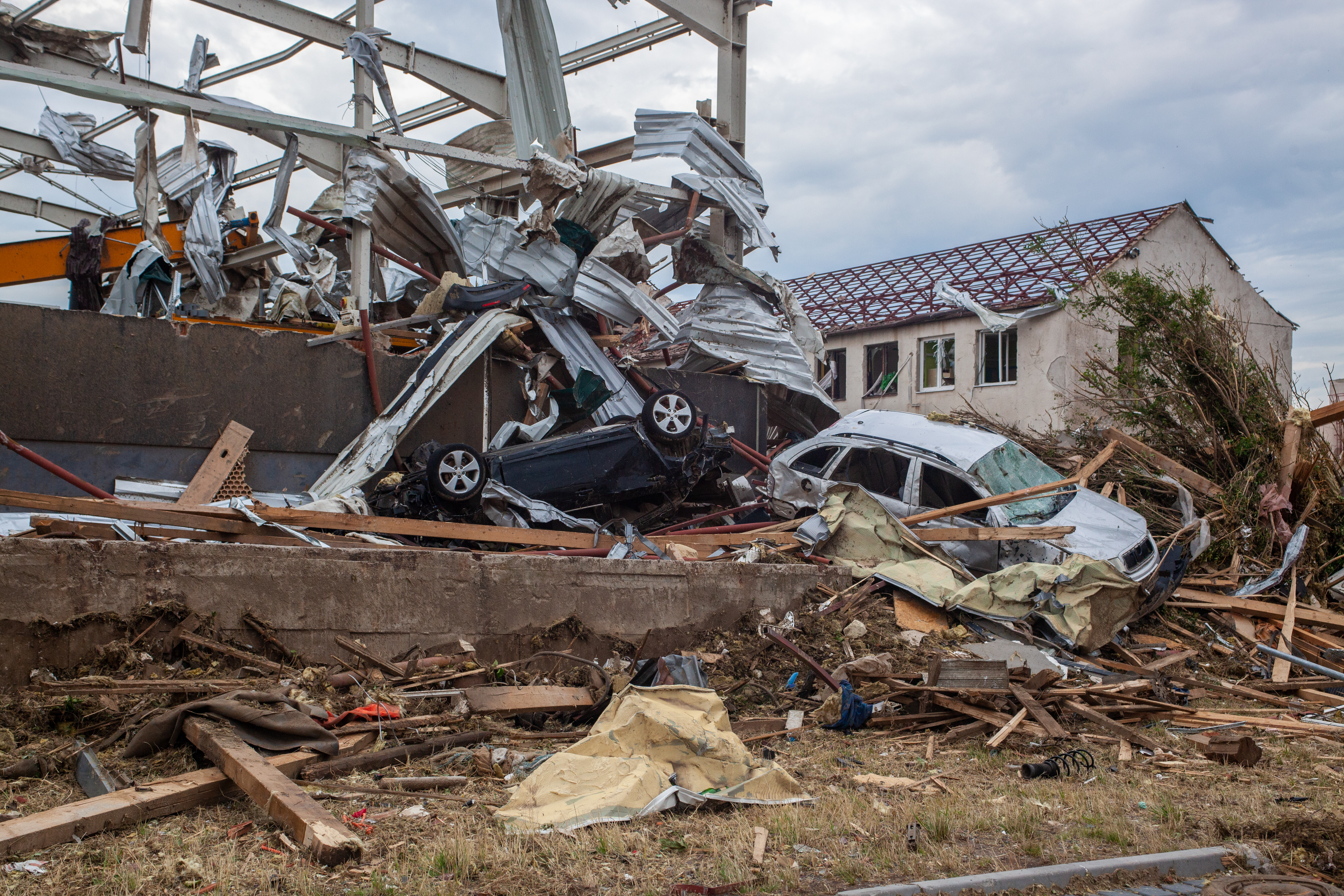
Lužice: škody v průmyslovém areálu u nádraží
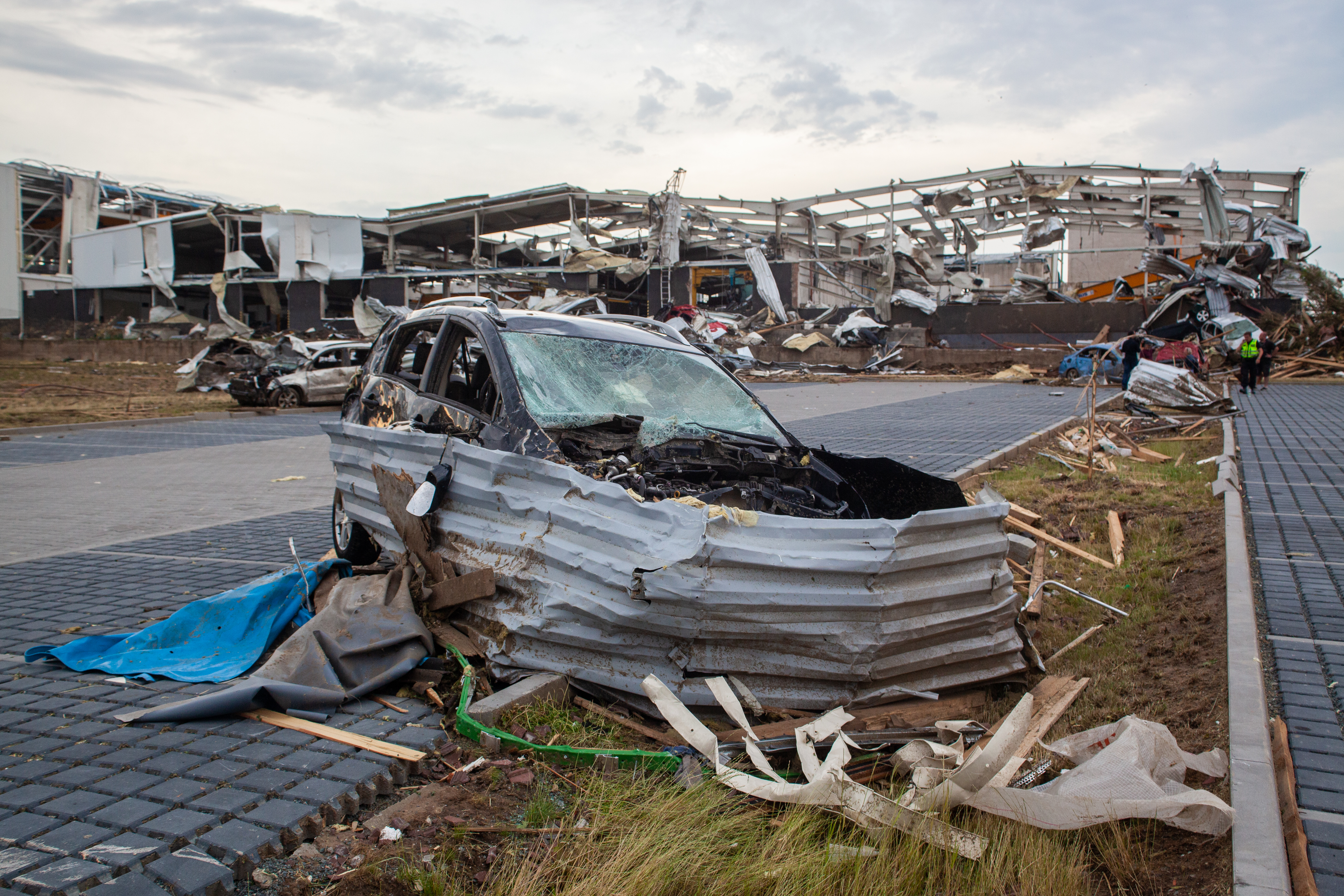
Lužice: škody v průmyslovém areálu u nádraží
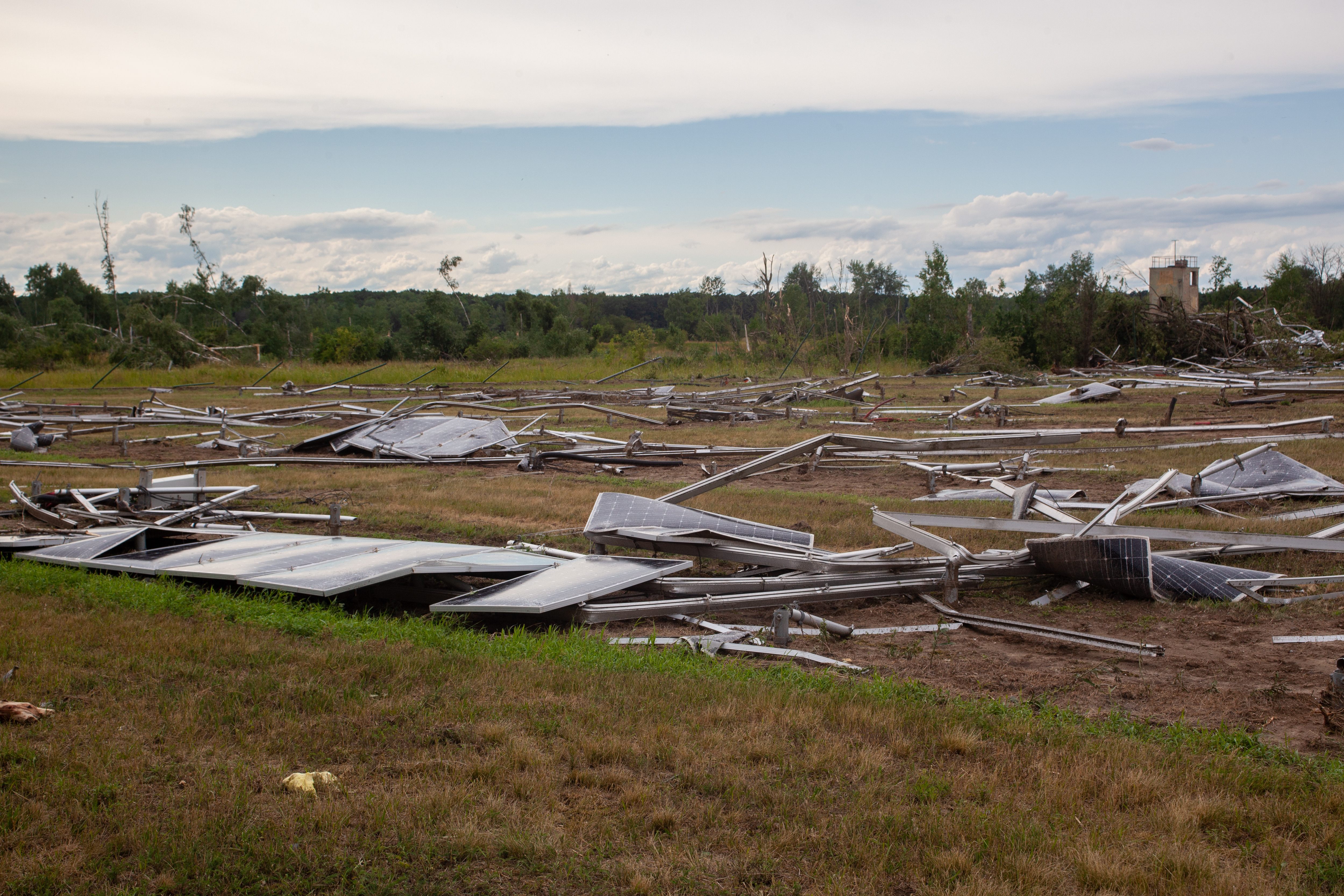
Hodonín-Pánov: škody ve fotovoltaické elektrárně na severním okraji města

### Postižené lokality 6. července

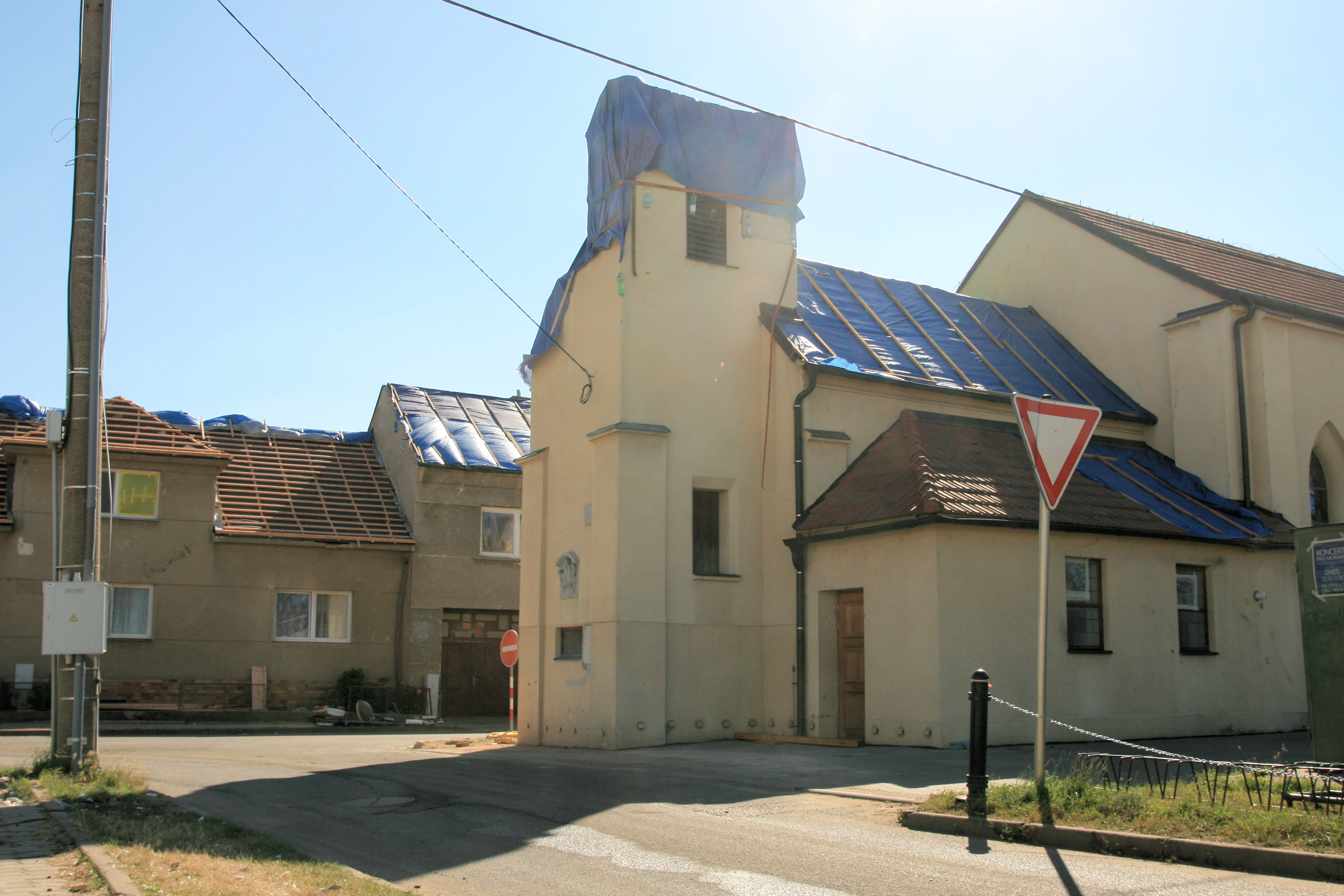
Hrušky: kostel sv. Bartoloměje v Hlavní ulici
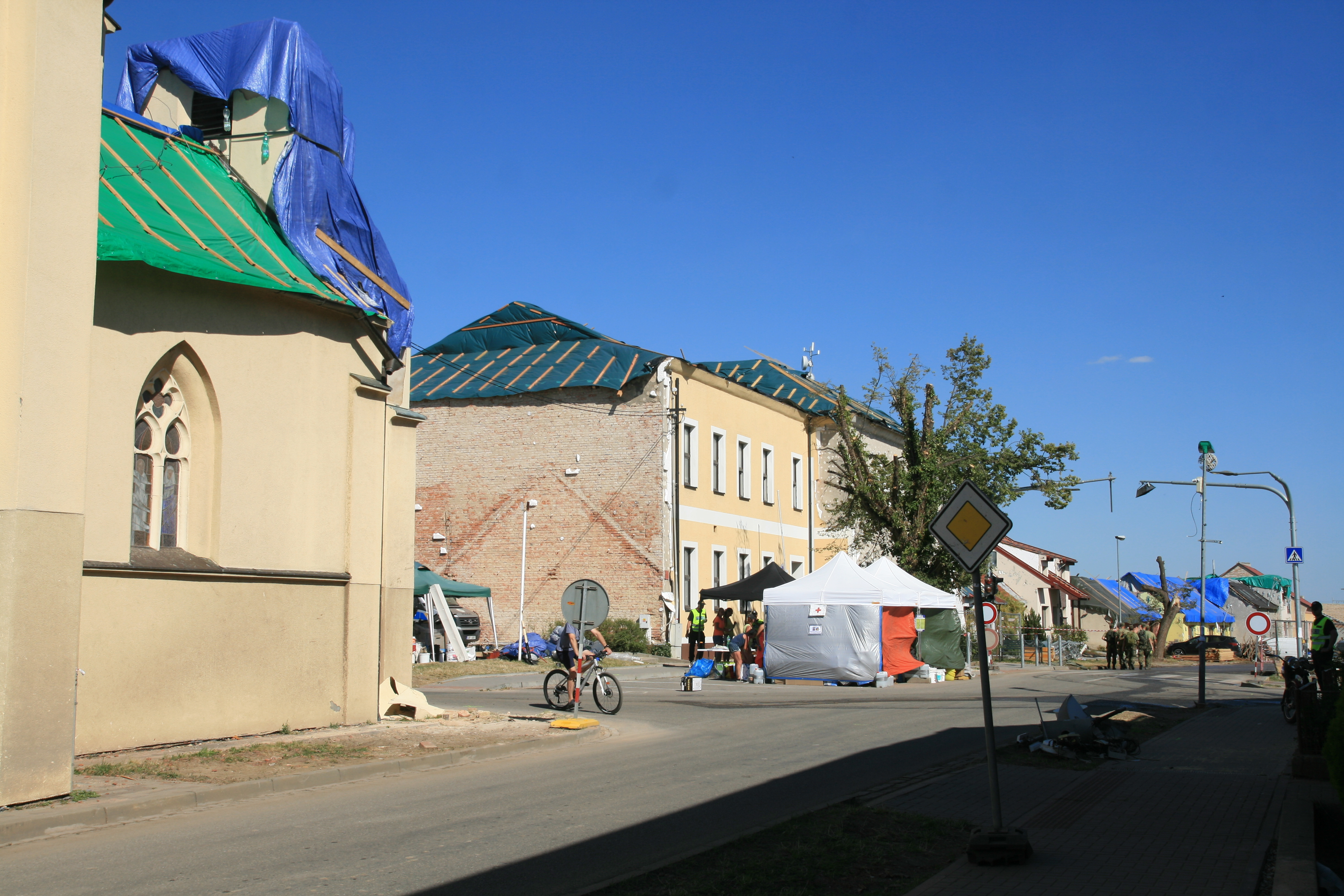
Hrušky: základní škola a kostel v Hlavní ulici
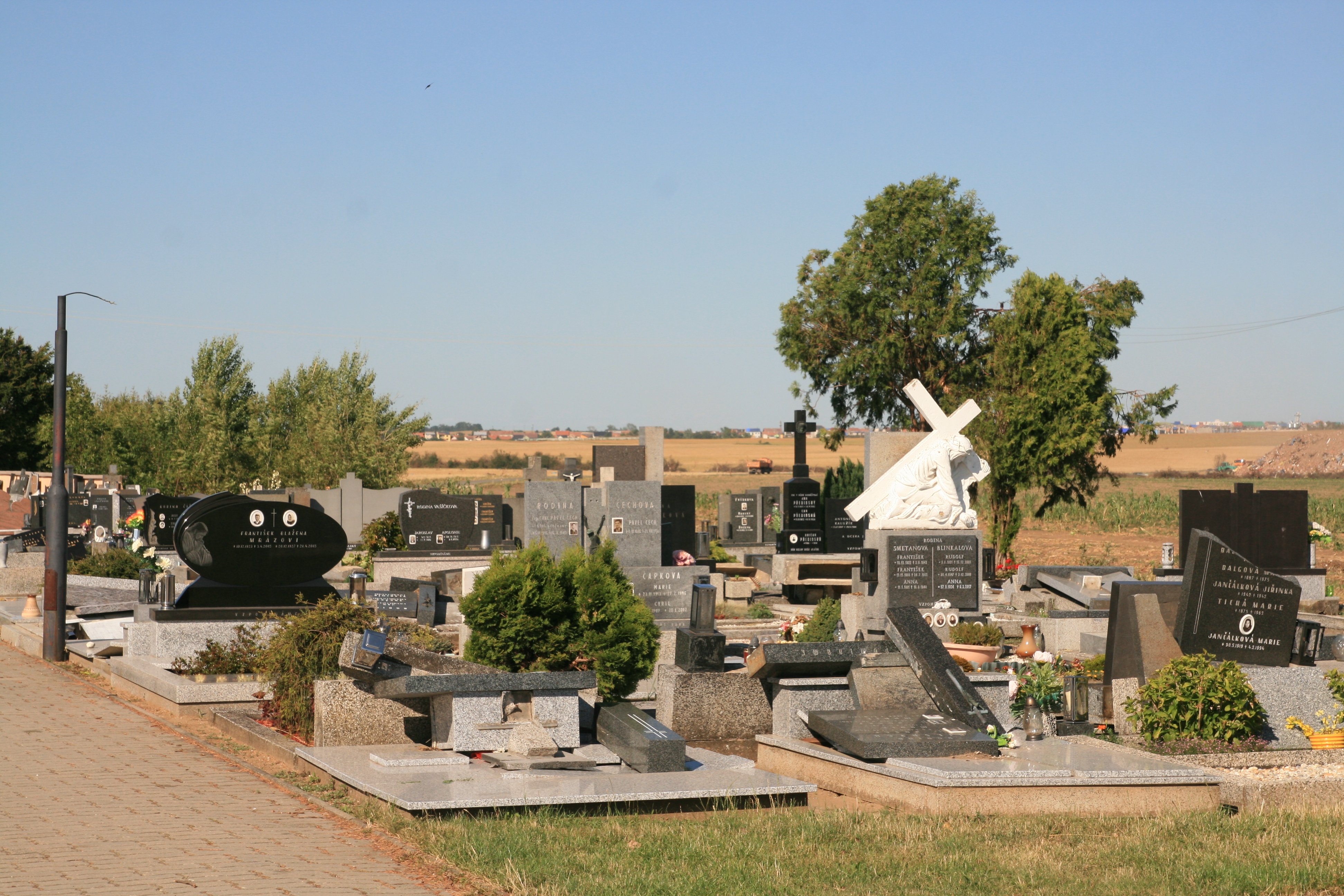
Hrušky: hřbitov s poškozenými náhrobky
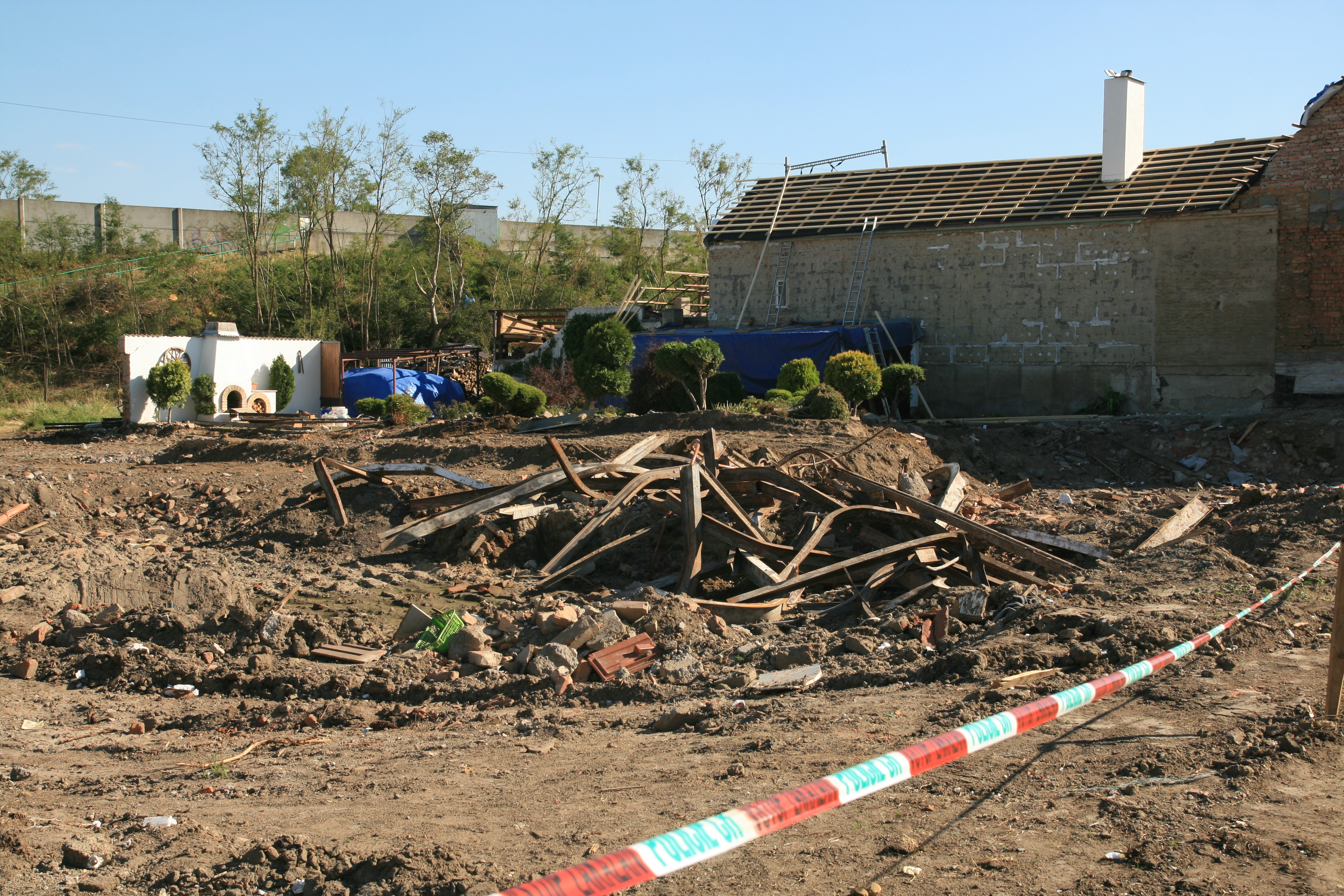
Hrušky: místo po demolici domu
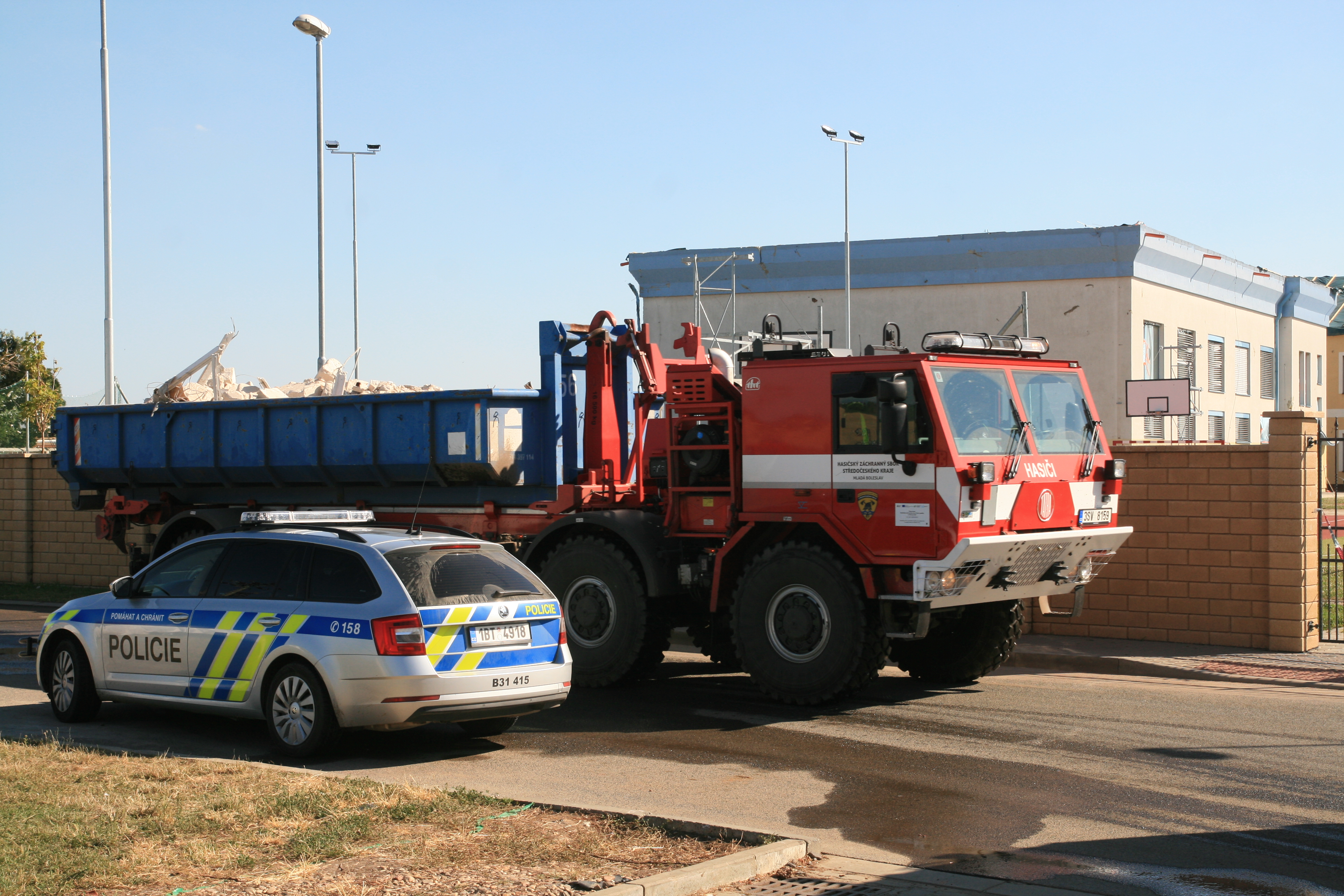
Hrušky: vozy IZS v Záhumenní ulici
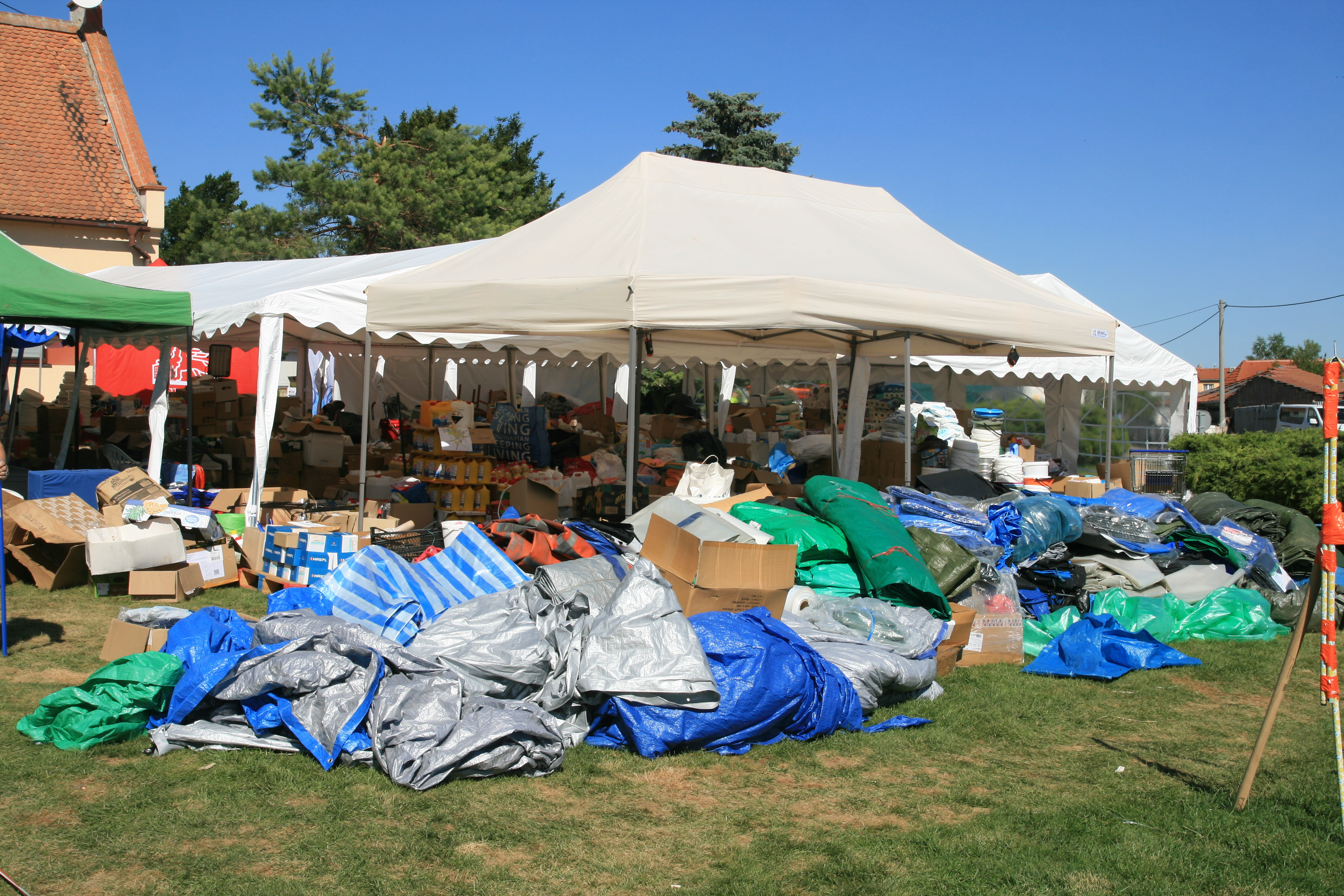
Hrušky: sklad materiálu před obecním úřadem
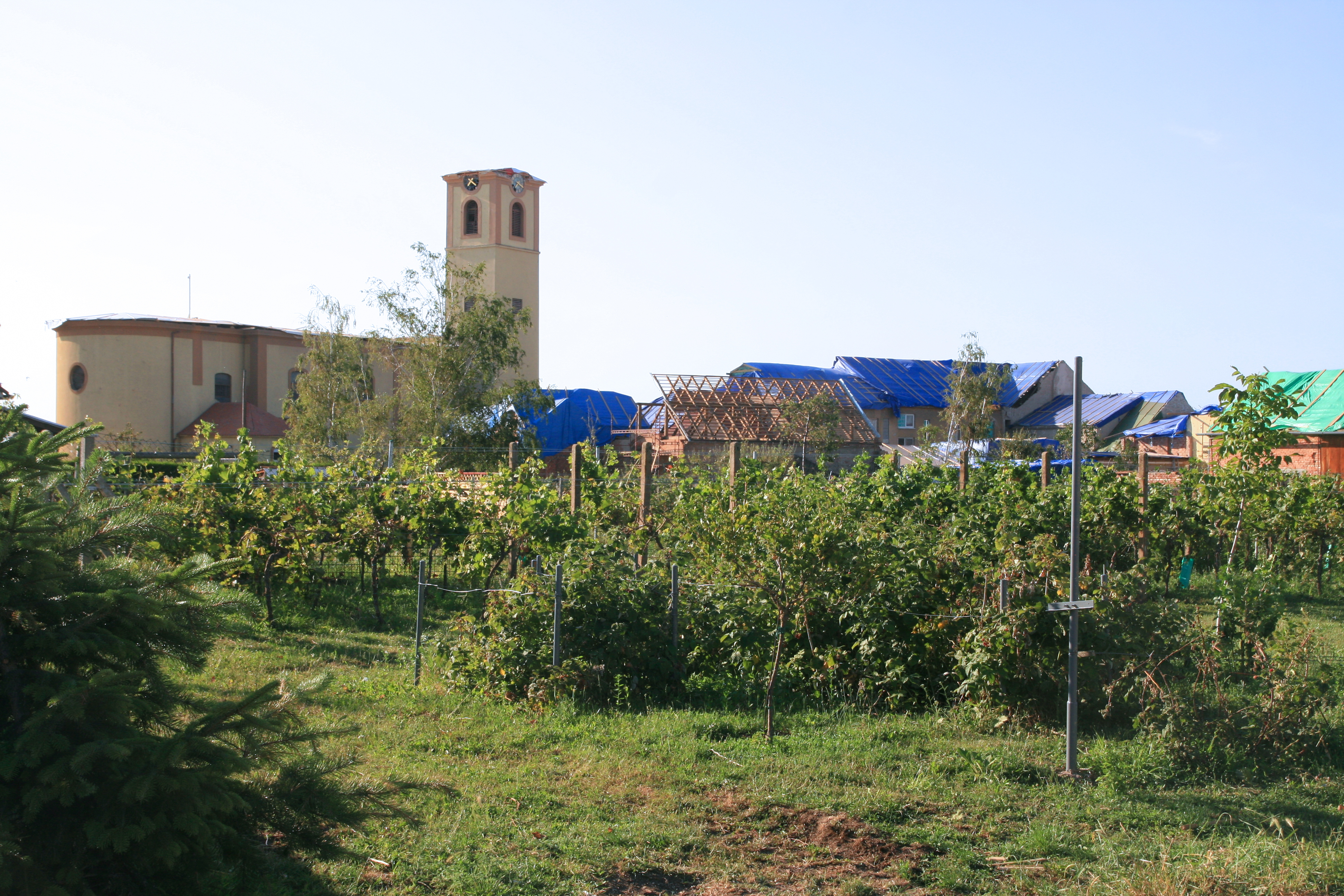
Moravská Nová Ves: kostel sv. Jakuba a zahrádky domů
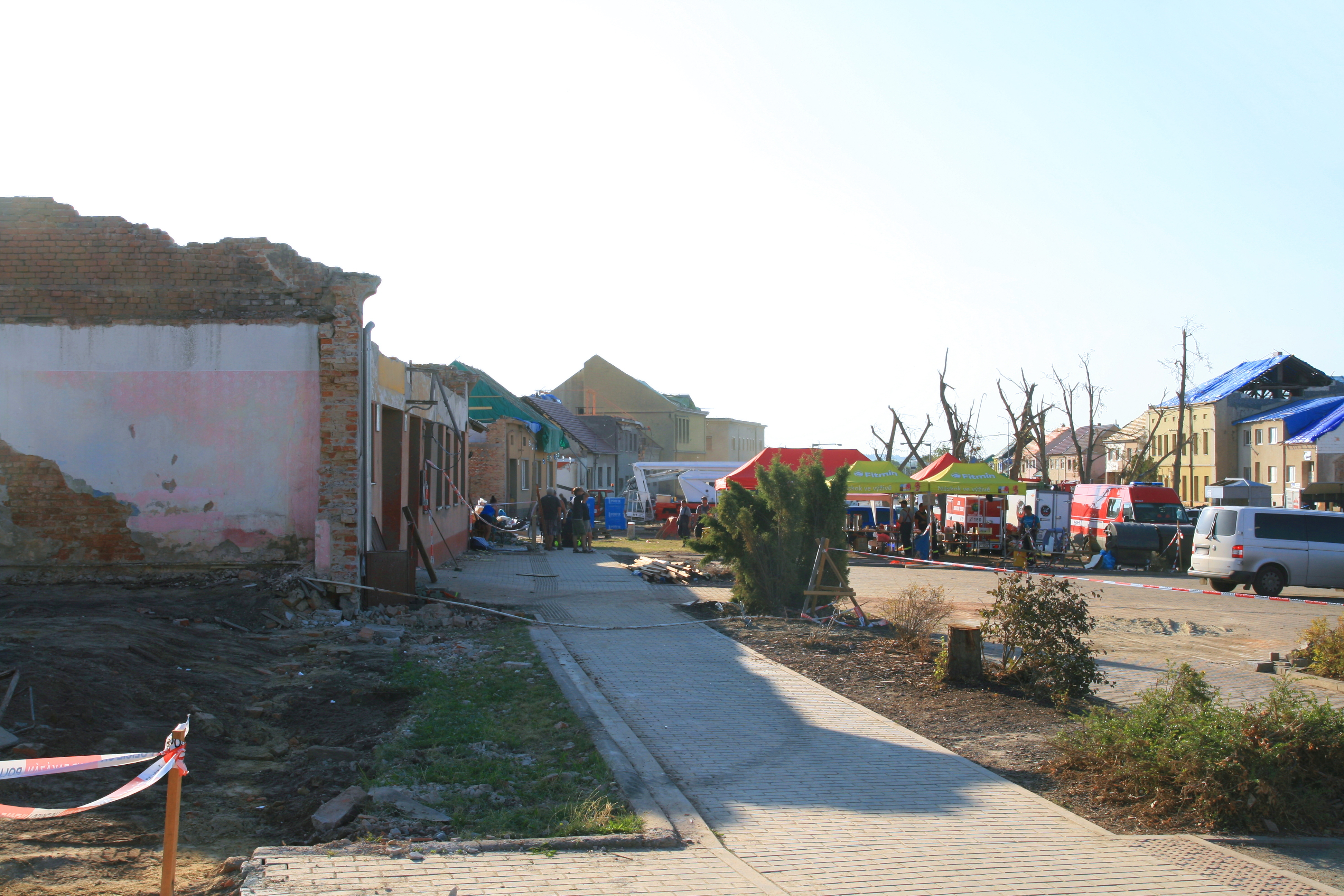
Moravská Nová Ves: zdemolované a poškozené domy na náměstí Republiky
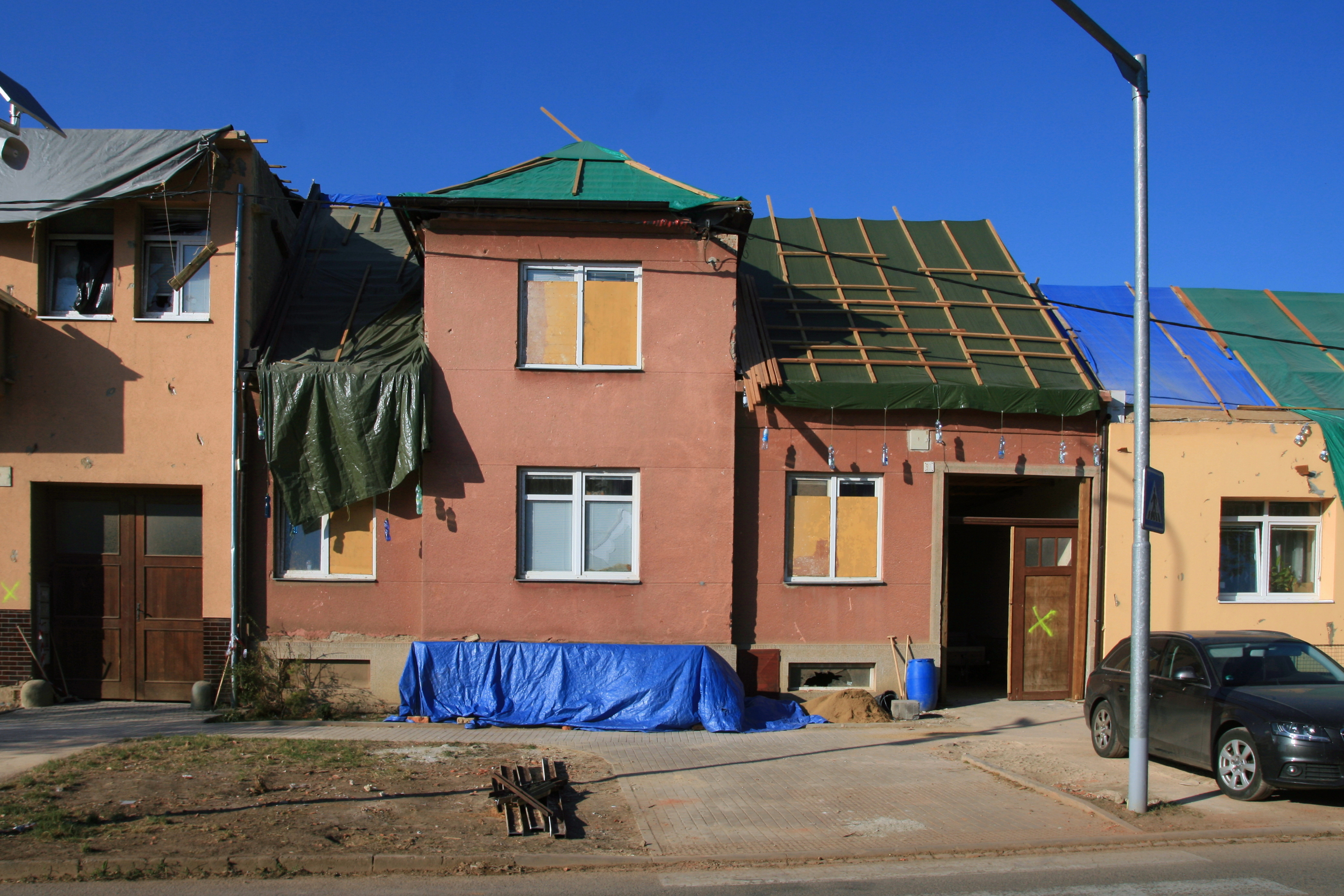
Moravská Nová Ves: poničený dům v Hlavní ulici
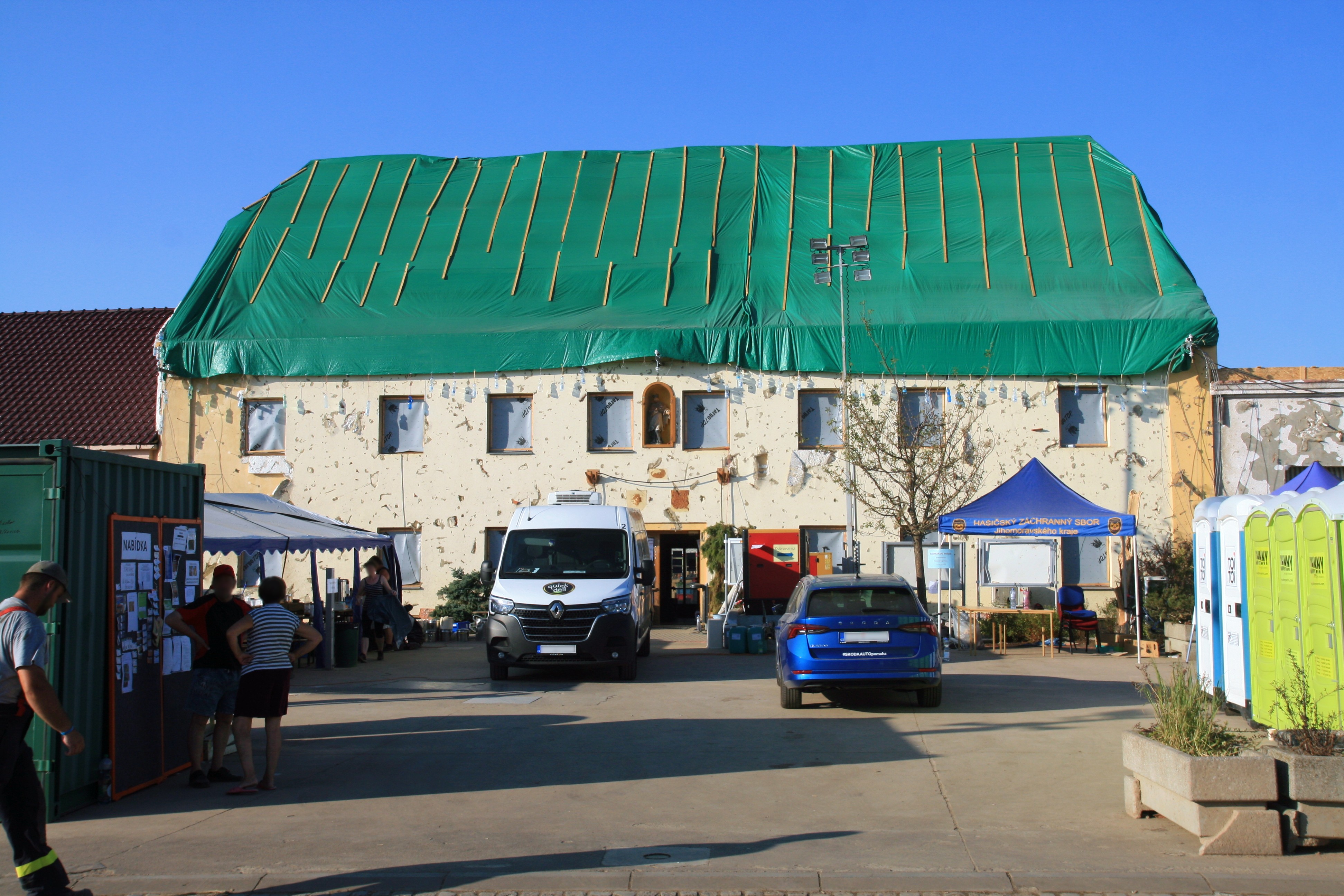
Moravská Nová Ves: kontaktní centrum před radnicí
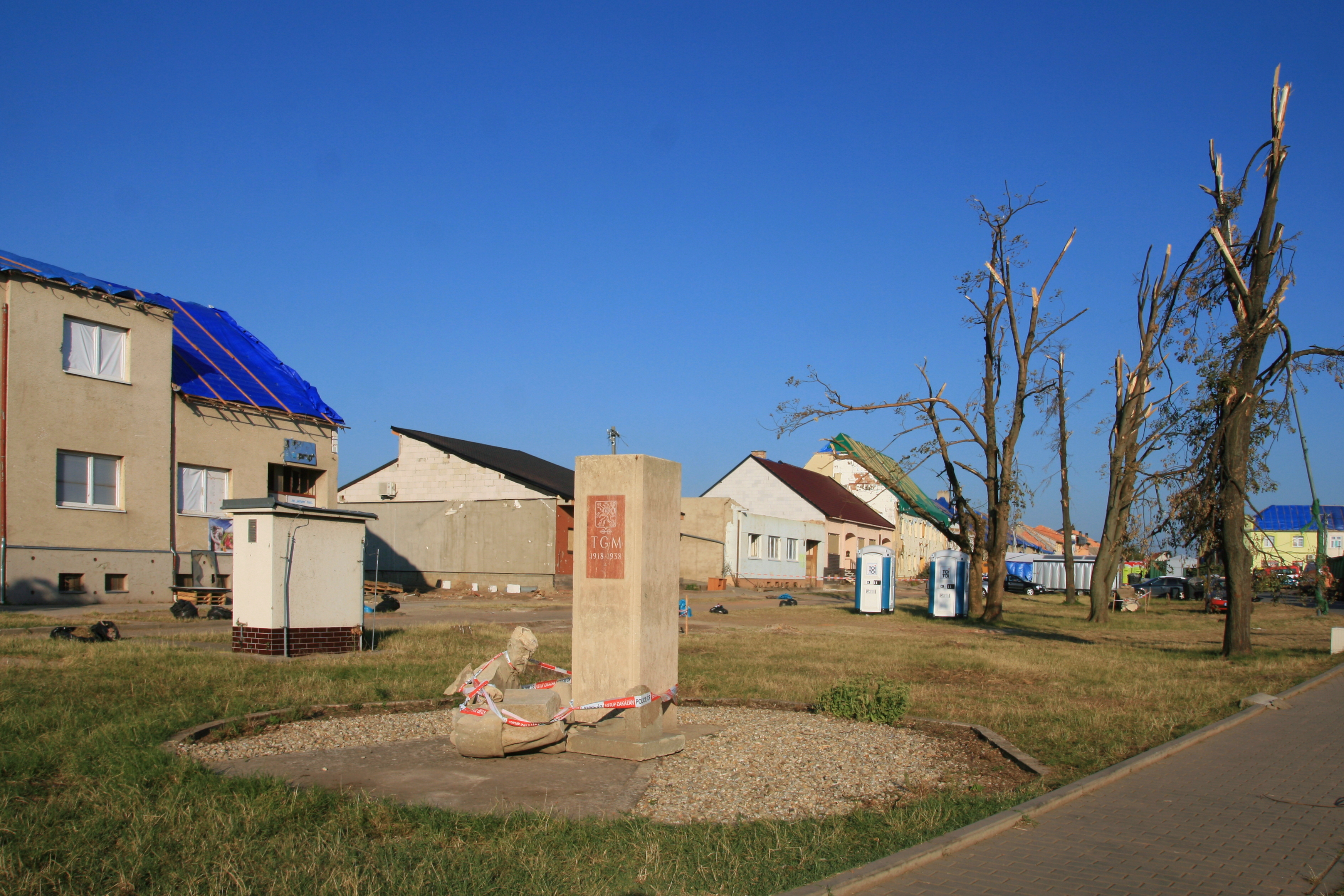
Moravská Nová Ves: rozbitý pomník TGM na náměstí Republiky

### Postižené lokality 10. července

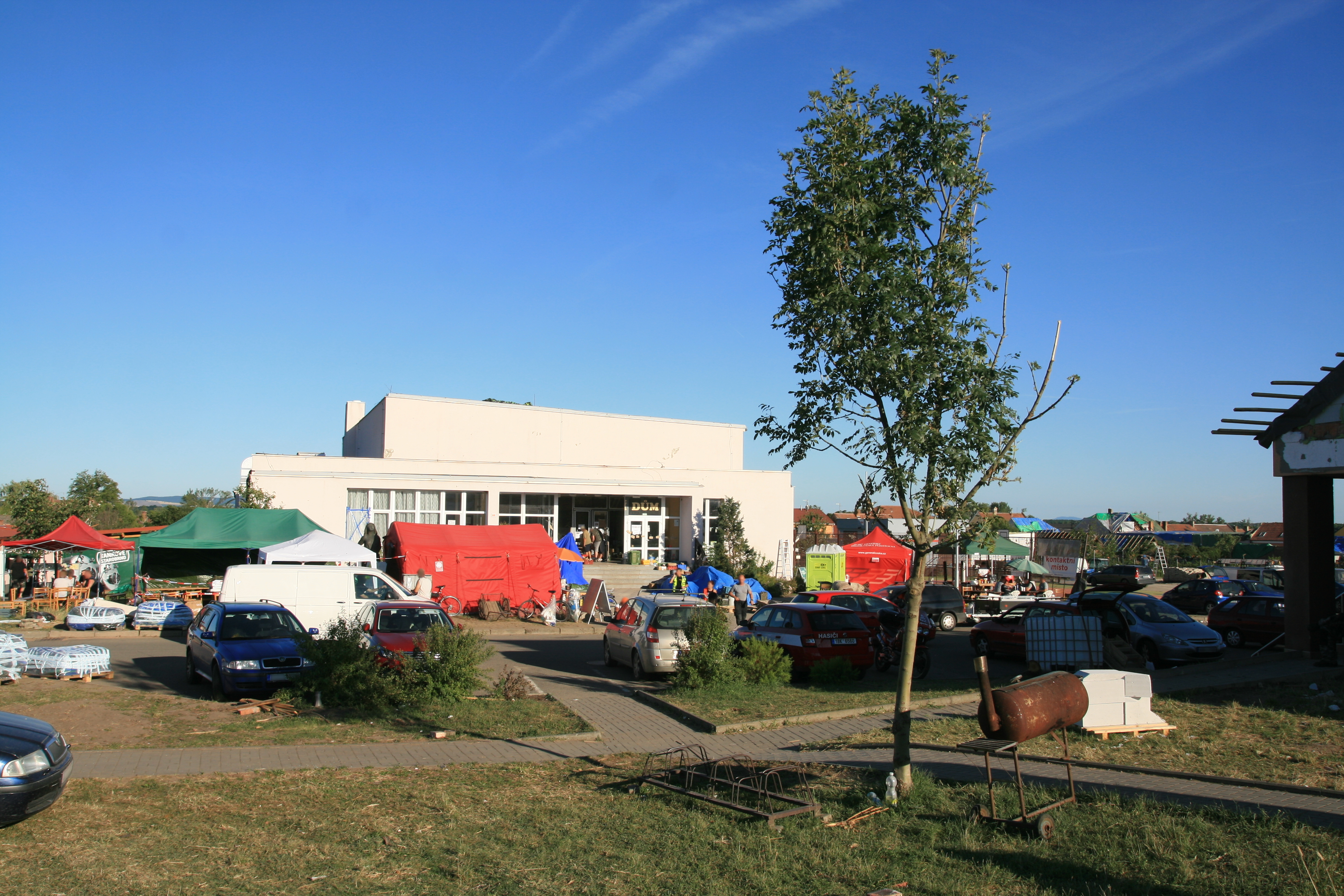
Mikulčice: zázemí před kulturním domem
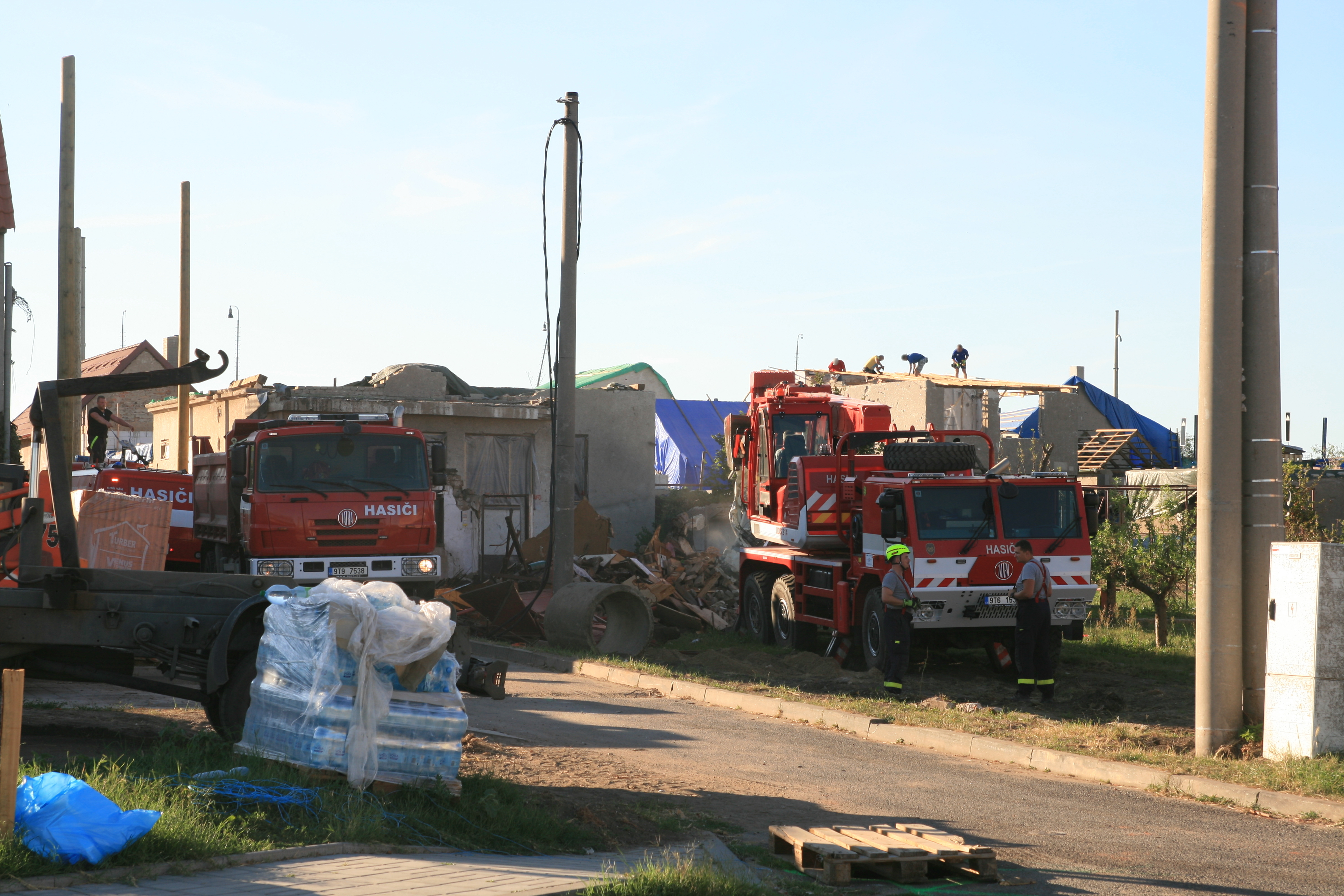
Mikulčice: probíhající demolice domu
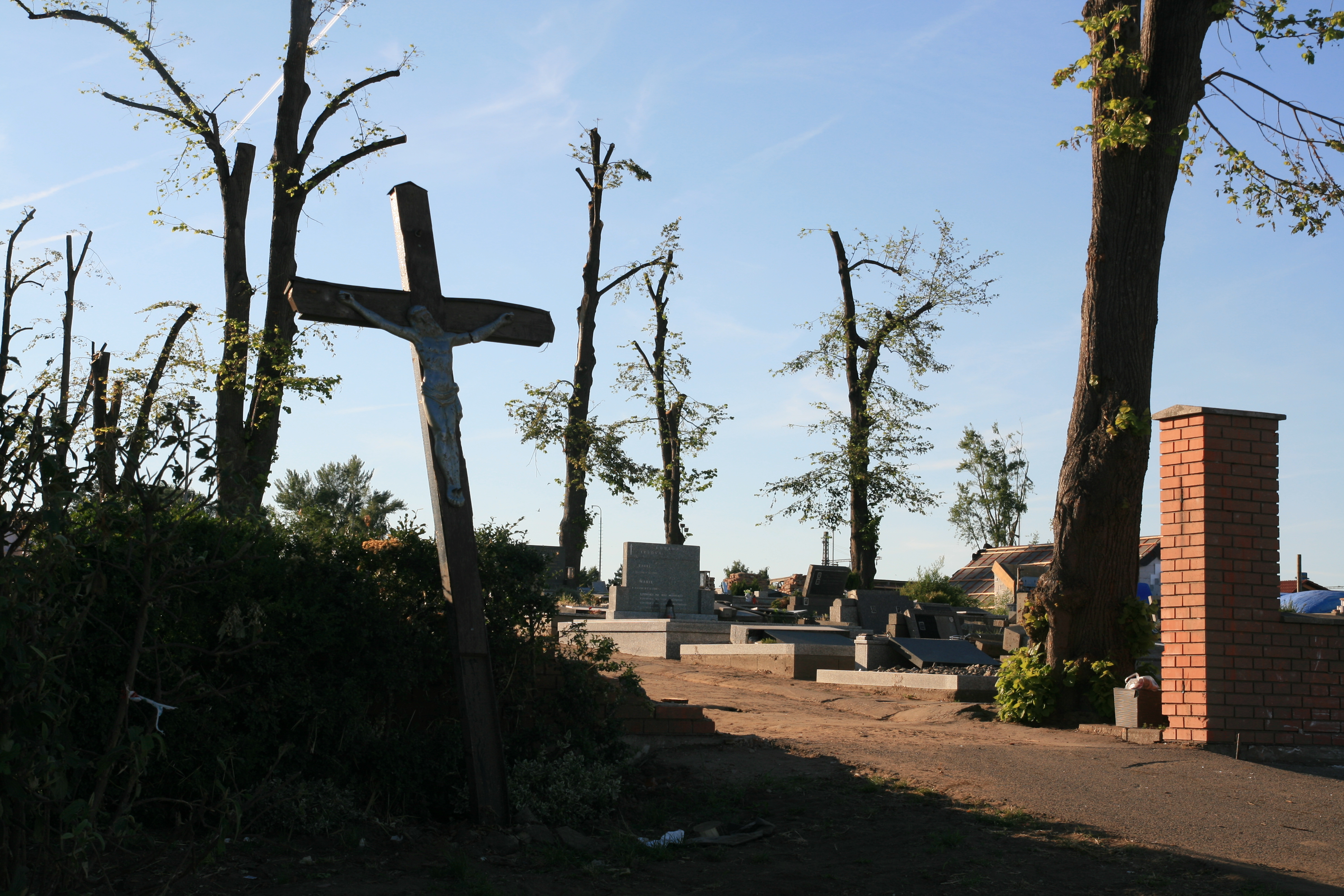
Mikulčice: poničený hřbitov u kaple sv. Rocha
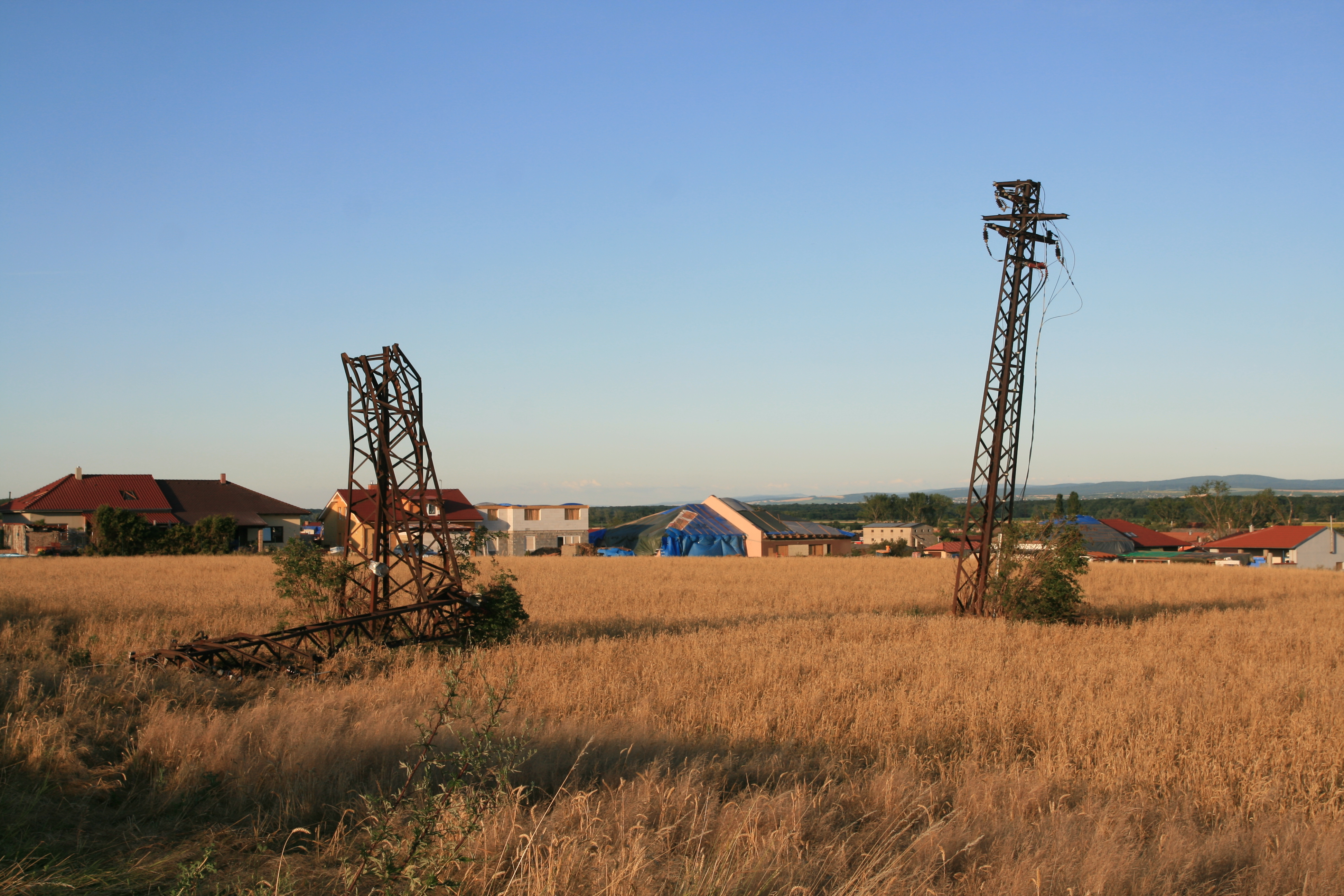
Mikulčice: poškozené sloupy elektrického vedení
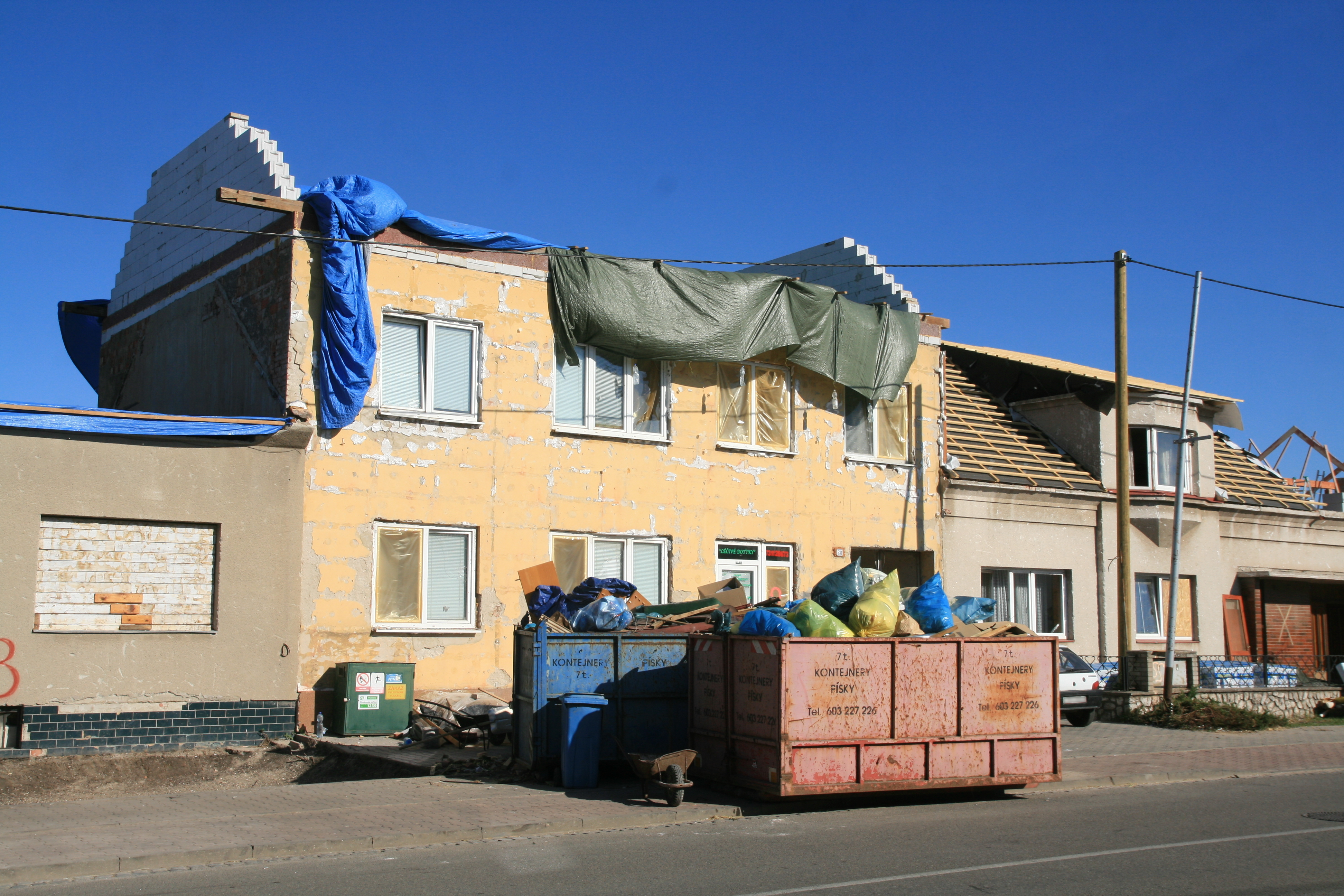
Lužice: poškozené domy ve Velkomoravské ulici
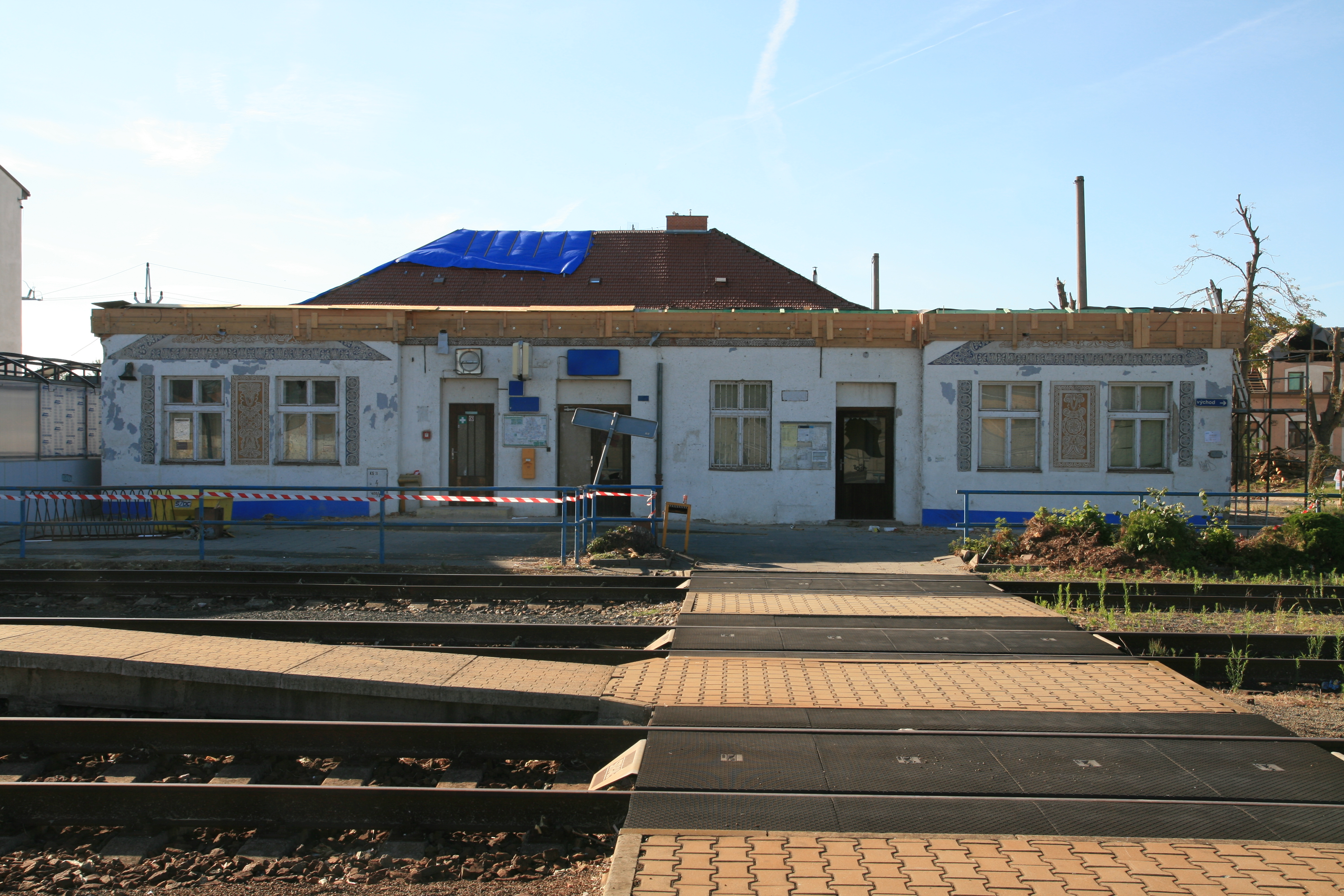
Lužice: výpravní budova železniční stanice
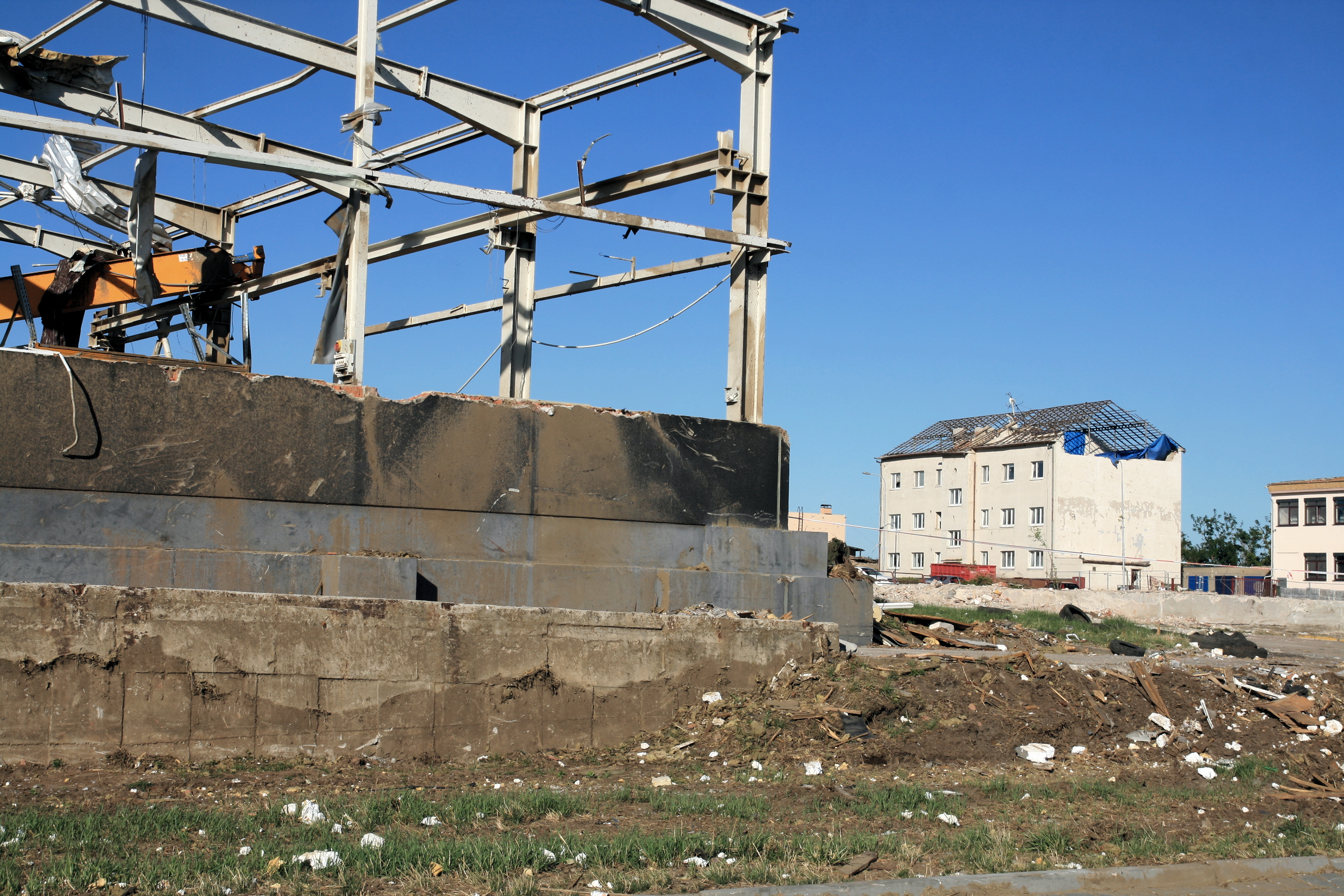
Lužice: škody v průmyslovém areálu u nádraží
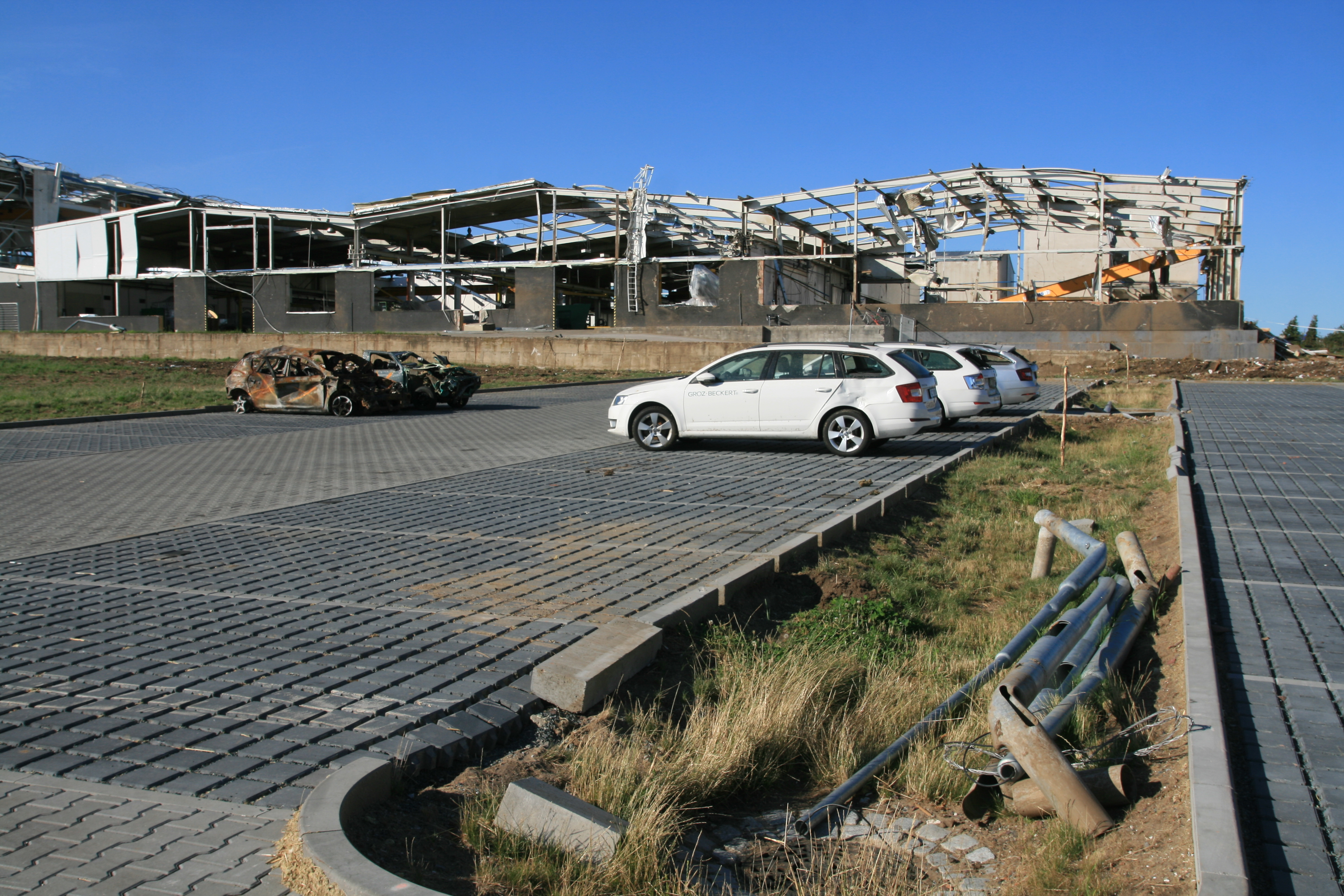
Lužice: škody v průmyslovém areálu u nádraží
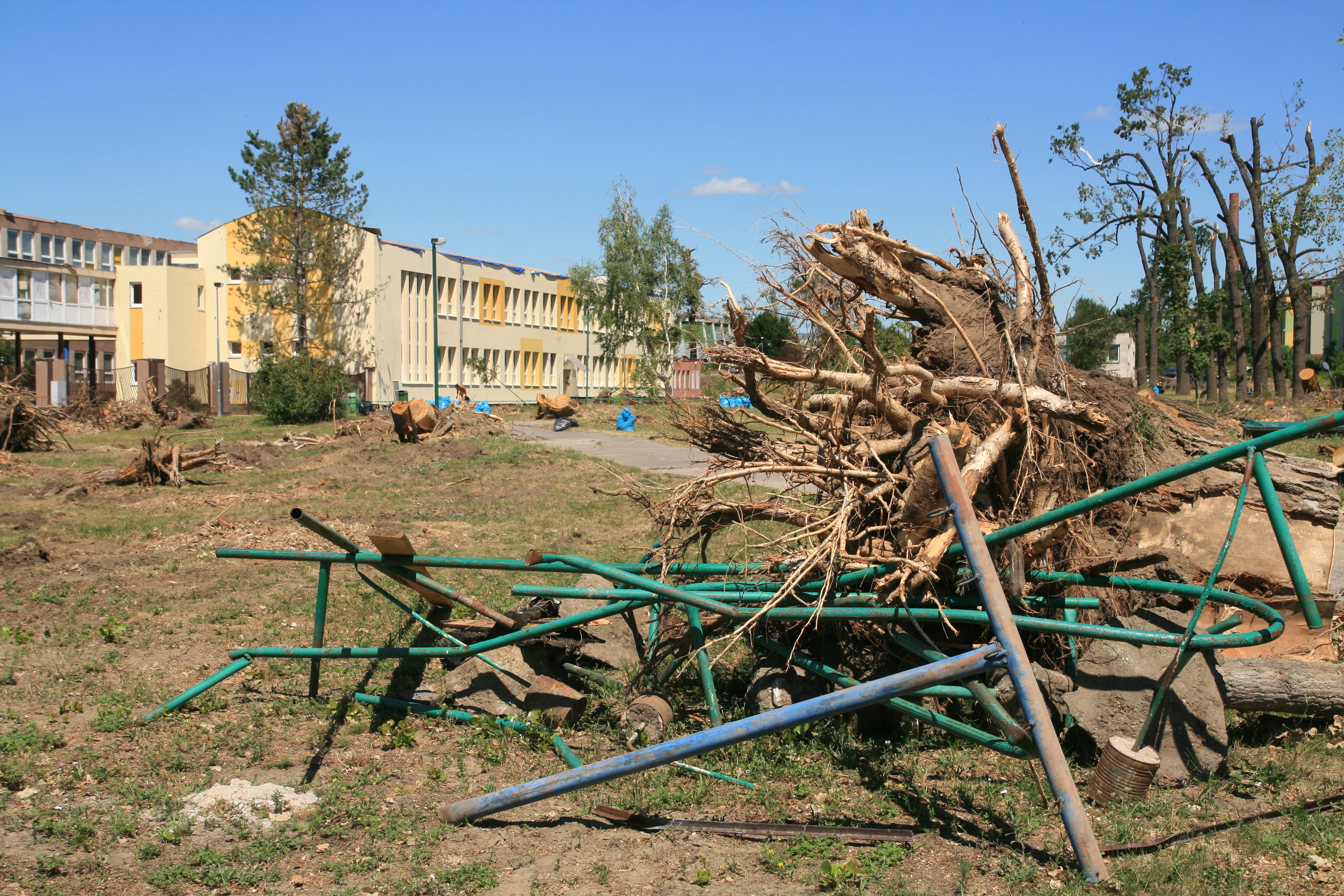
Hodonín-Bažantnice: Základní škola U Červených domků
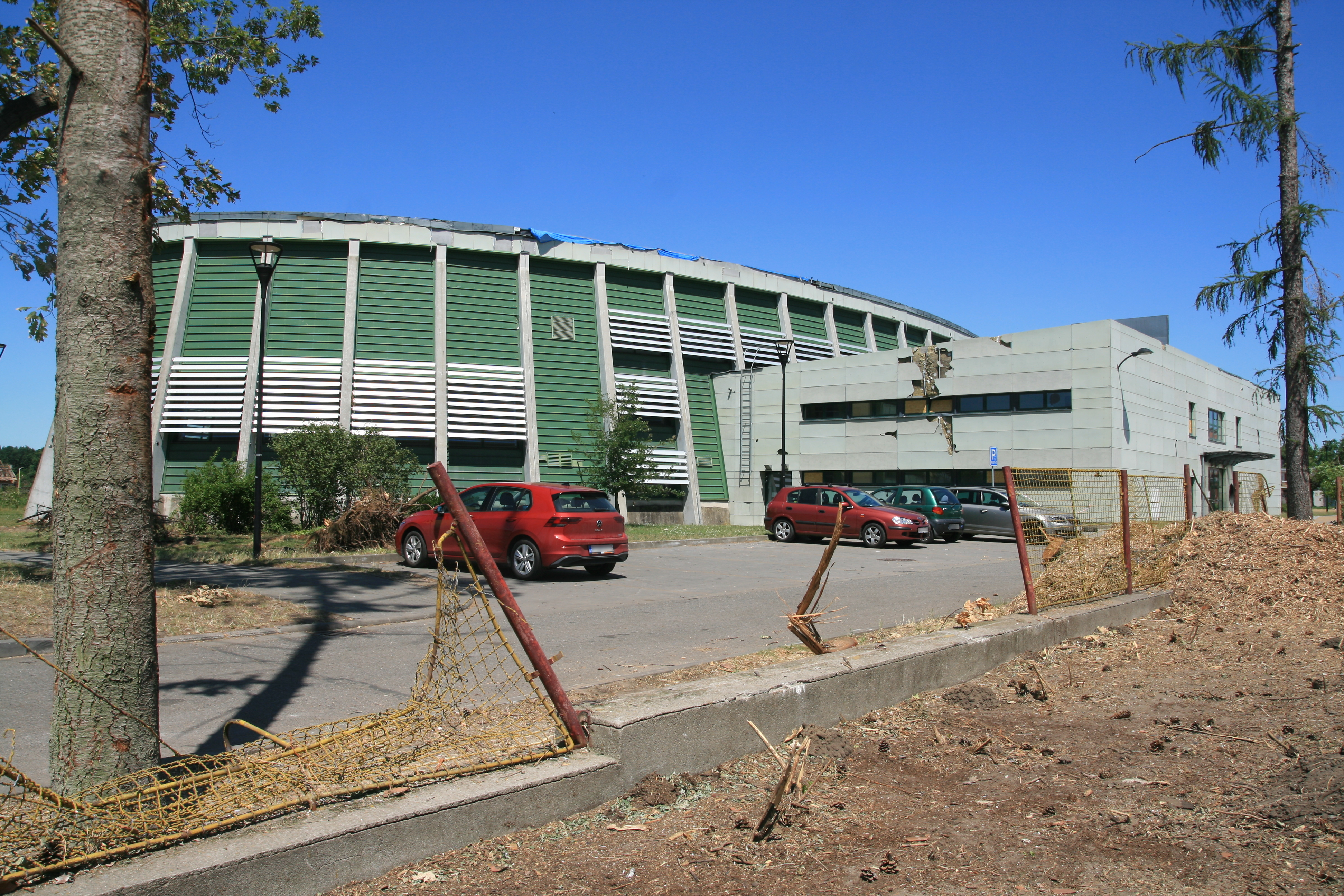
Hodonín-Bažantnice: sportovní hala v ulici Lipová alej
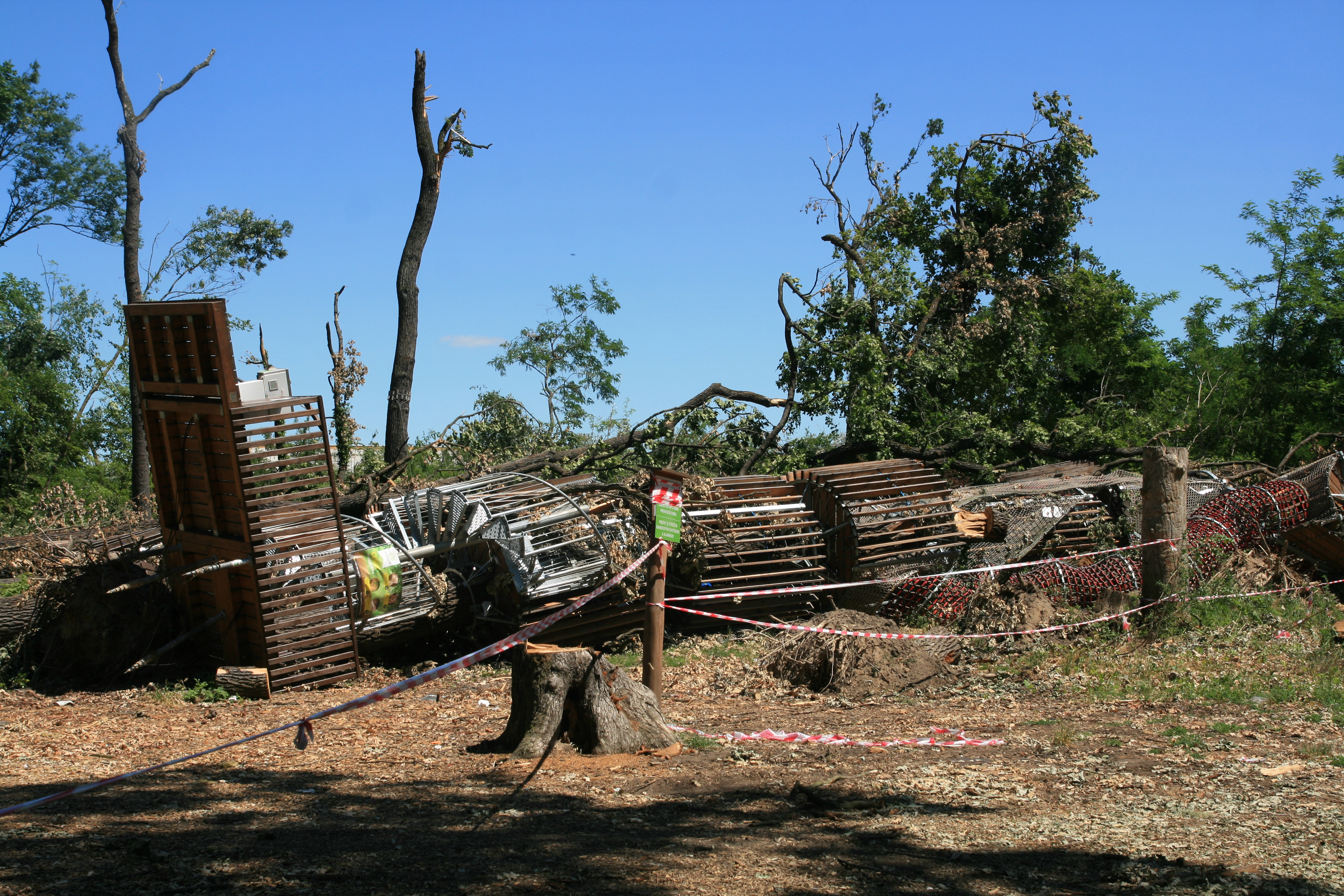
Hodonín-Bažantnice: 3D bludiště u zoologické zahrady
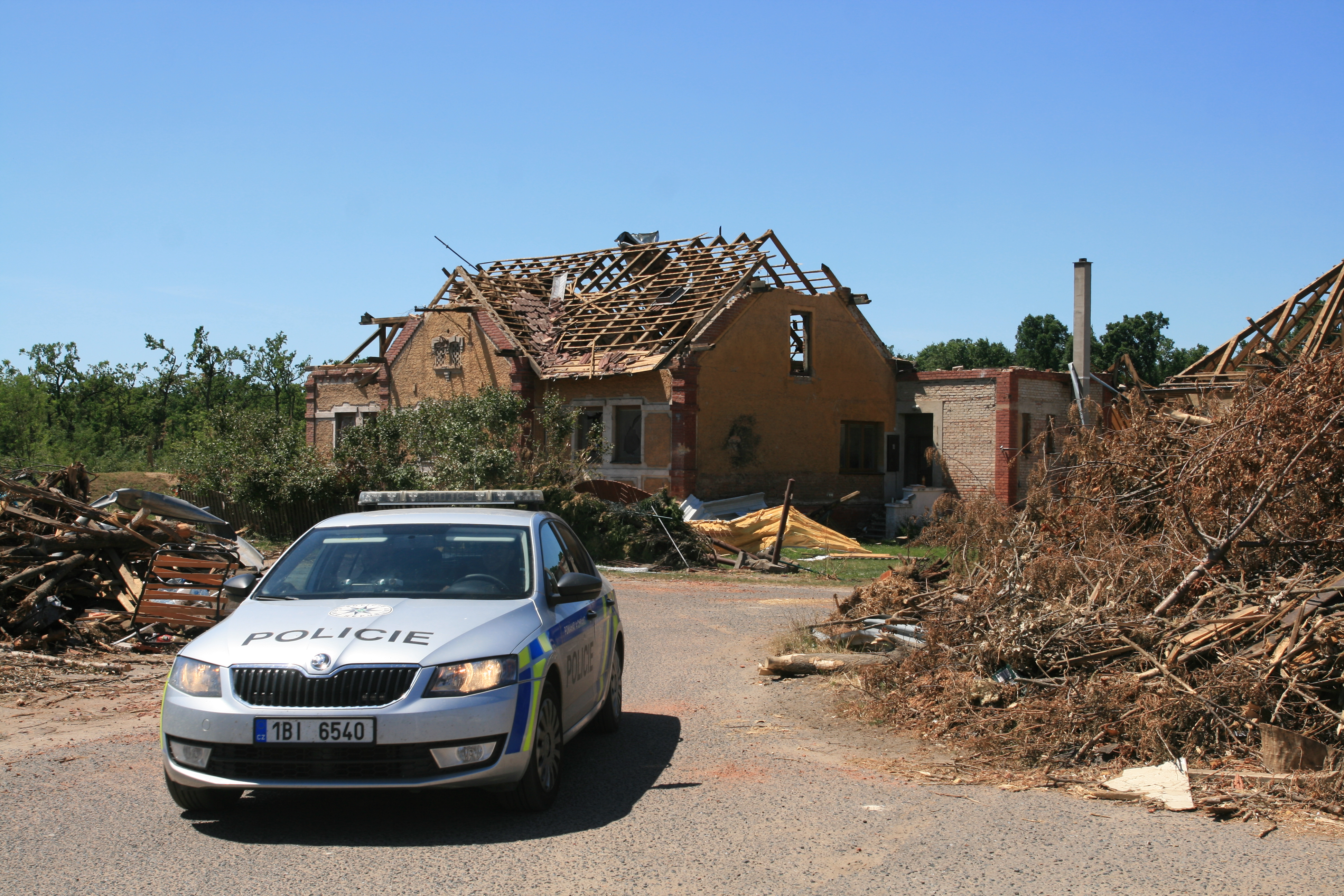
Hodonín-Bažantnice: policejní hlídka před hájenkou
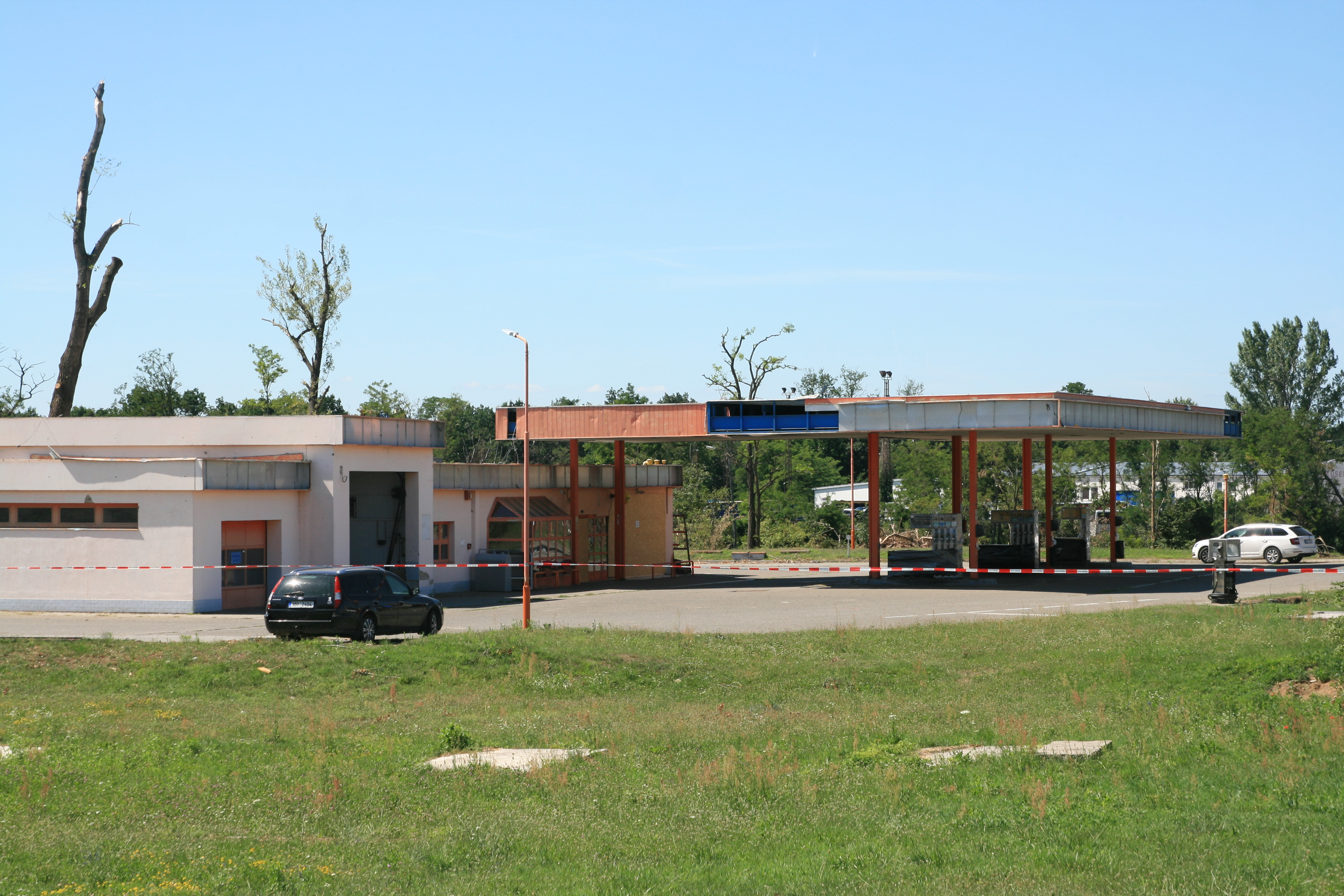
Hodonín: uzavřená čerpací stanice v Brněnské ulici
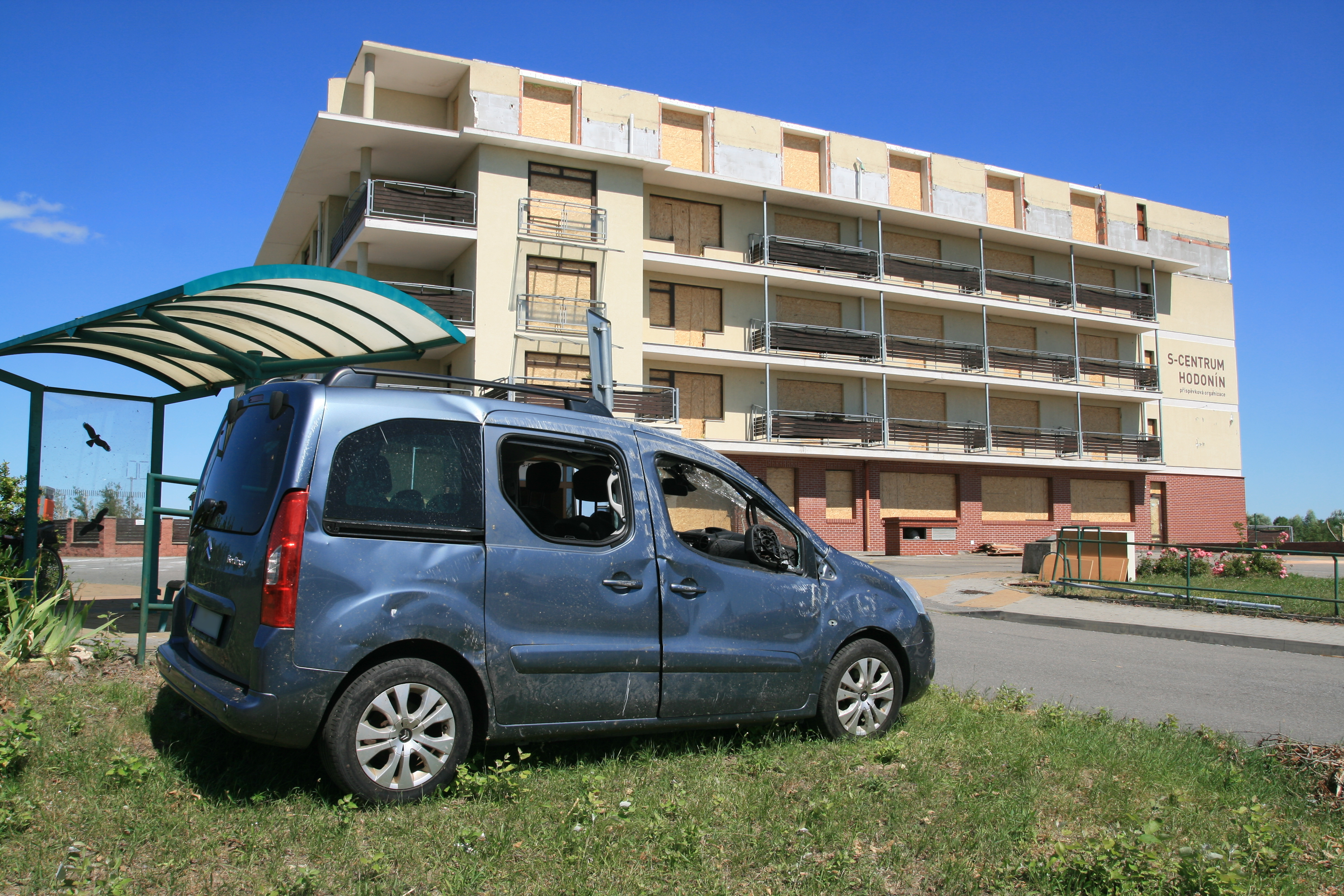
Hodonín: domov pro seniory S-centrum

## Oběti na životech
Celkem na následky tornáda zemřelo šest osob.
V Lužicích po pádu železné konstrukce zemřela těhotná žena, původem Slovenka, trvale žijící v Brně, která přišla do Lužic za tchány. V Moravské Nové Vsi dále zemřel bývalý hospodský. Podle Ivana Sečkáře z Moravské Nové Vsi zemřel pod troskami domu jeho 72letý bratr. Prezident Svazu vinařů Tibor Nyitray zmínil, že jednou z obětí byl „významný vinař“.
V hodonínské osadě Pánov zemřel starší muž pod troskami propadlé střechy. Dvouleté děvčátko ze stejného domu se podařilo resuscitovat, ale zemřelo později, v pátek 25. června večer, ve Fakultní nemocnici Brno na následky těžkých zranění.
Gymnázium Hodonín uvedlo, že mezi oběťmi byla jeho bývalá učitelka matematiky a zeměpisu Marie Miklánková, která zemřela v Hodoníně v zahrádkářské oblasti Kapřiska. Obětí tornáda se stala také absolventka stejného gymnázia v Hodoníně, 31letá spisovatelka Pavla Hanáčková.

## Reakce
Záchranáři na Břeclavsku vyhlásili mimořádnou událost třetího stupně. Jihomoravští hasiči evidovali zhruba mezi 19. a 21. hodinou večerní 330 výjezdů a mluvčí označil situaci za extrémně kritickou. Nemocnice v Břeclavi, Hodoníně, Kyjově a Brně aktivovaly tzv. traumaplán. Jihomoravský hejtman Jan Grolich v noci oznámil vyhlášení stavu nebezpečí pro správní obvody obcí s rozšířenou působností Břeclav a Hodonín. Vláda 19. července prodloužila stav nebezpečí v oblasti až do 23. srpna 2021.
V říjnu vydal ČHMÚ souhrnnou závěrečnou zprávu k tornádu i možnostem predikce podobných jevů do budoucna.

### Záchranářské práce

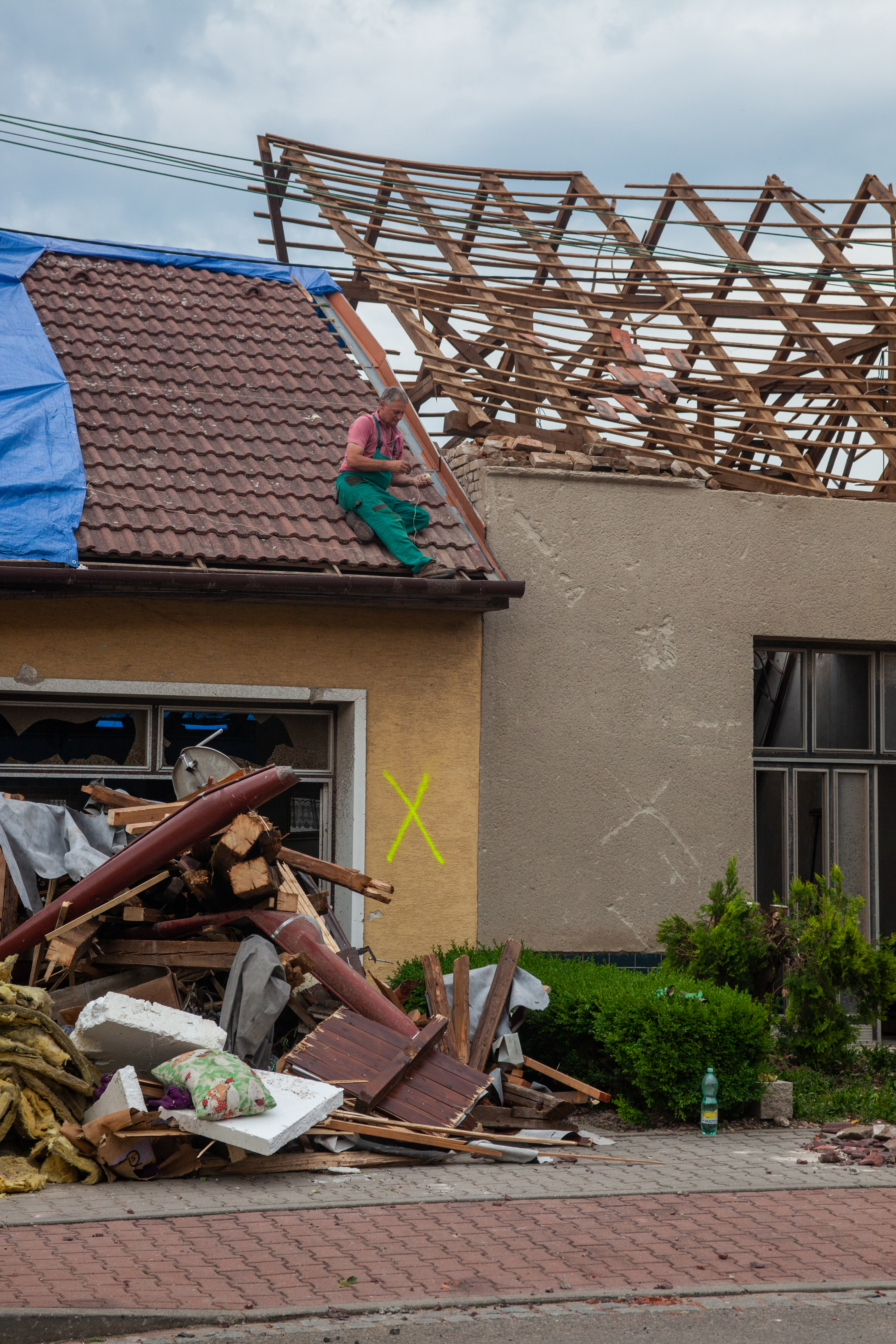
Domy označené křížkem potvrzujícím, že v nich nikdo nezůstal.

Ministr vnitra Jan Hamáček vyslal na místo všechny jednotky integrovaného záchranného systému včetně USAR týmu určeného k vyhledávání lidí pod sutinami. Armáda uvedla v pohotovost 7. mechanizovanou brigádu a aktivovala ženijní jednotky. První z nich dorazily během pátečního dopoledne. Policie během večera vyslala z ostatních částí země do postižené oblasti posily 360 policistů a 6 dronů Letecké služby PČR se speciální termovizí. Ministr Hamáček sdělil, že během pátečního dopoledne 25. června zasahovalo na Hodonínsku přibližně 250 policistů, 550 hasičů, 56 lidí ze záchranného týmu a 2 týmy pro hledání lidí v sutinách.
Do pomoci se zapojil i Integrovaný dopravní systém jihomoravského kraje. Kromě poskytování záložních evakuačních autobusů museli dispečeři organizovat dopravu dle aktuální situace v oblasti. Vlaková doprava mezi Hodonínem a Břeclaví byla zastavena a autobusová doprava téměř ochromena. Centrální dispečerské pracoviště IDS JMK úzce spolupracovalo se všemi záchrannými složkami.
Primátor hlavního města Prahy Zdeněk Hřib nechal do postižených oblastí vyslat pražské záchranářské vozy Golem a Fénix. Do oblasti vyjely také sanitky ze Zlínského, Olomouckého, Pardubického kraje a z Vysočiny. Hejtman Karlovarského kraje Petr Kulhánek nabídl pomoc několika jednotek hasičů. Prezident Miloš Zeman večer vyjádřil účast zasaženým lidem, poděkoval integrovanému záchrannému systému, starostům, hejtmanům a vládě. Na místo následně vyslal velkou část Hradní stráže.
I v průběhu úklidových prací v následujících dnech docházelo ke zraněním, Fakultní nemocnice Brno proto zřídila v postižené oblasti provizorní traumaambulanci k ošetření na místě. Při demolici jednoho z domů v Hruškách byla 1. července nalezena výbušnina typu pancéřové pěsti a k jejímu zneškodnění byli na místo povoláni pyrotechnici.
Při bouracích pracích se nahromadilo velké množství suti, část byla kontaminována a musela být považována za nebezpečný odpad. Problém působily zejména fotovoltaické panely, minerální vata (původně sloužící k zateplení budov) a eternit ze střech obsahující karcinogenní azbest.

### Obnova a pomoc oblasti
Premiér Andrej Babiš, toho času pracovně v Bruselu, podle svých slov pověřil vicepremiérku Alenu Schillerovou, aby byla k dispozici hejtmanovi Jihomoravského kraje Janu Grolichovi pro řešení situace. Sám premiér sdělil, že přeruší své jednání v Bruselu a v pátek ve 12.00 hodin se vrátí na území České republiky a navštíví zasažené obce. Ministryně práce a sociálních věcí Jana Maláčová oznámila od následujícího dne vyplácení mimořádné okamžité pomoci ve výši až 58 tisíc korun na jednu osobu. Z této podpory úřady během prvního víkendu vyplatily celkem 513 tisíc korun.
Ministerstvo pro místní rozvoj rozhodlo o uvolnění 420 milionů korun na podporu obcí a obnovu majetku. Na obnovu bydlení měli lidé v oblasti obdržet 5 milionů korun, z nichž 2 miliony jako dotaci a 3 miliony formou 30letého zvýhodněného úvěru. Tyto dotace měly být původně snižovány o dary získané z veřejných sbírek a o náhrady od pojišťoven, což bylo předmětem kritiky, dne 6. července proto ministryně pro místní rozvoj Klára Dostálová uvedla, že navrhne vládě vyjmutí darů z těchto odpočtů, nikoli však pojistných náhrad. Dále bylo kritizováno, že se dotace vztahovaly jen na dokončené a zkolaudované stavby, vláda proto 19. července změnila podmínky dotačního programu Živel tak, že bylo možno čerpat prostředky i na nedokončené stavby.
Ministryně financí Alena Schillerová oznámila úlevy místním podnikatelům formou odkladu splatnosti daně či odpuštění záloh na silniční daň. Ministerstvo životního prostředí přislíbilo řádově stovky milionů korun na opravu čistíren odpadních vod, obnovu zeleně apod. Premiér rovněž předběžně požádal Evropskou komisi o příspěvek z Fondu solidarity, který by mohl být až ve výši 11,6 miliardy korun. Oficiální žádost o evropské prostředky pak vyžadovala přesné vyčíslení škod a měla být podána nejpozději do 12 týdnů po události.
Rada města Brna pověřila primátorku svoláním mimořádného zastupitelstva ke schválení finanční pomoci ve výši 10 milionů korun. Svaz měst a obcí ČR uvedl, že uvolní z rezervy 5 milionů Kč na cílenou pomoc postiženým obcím.
Nocleh lidem z postižených nabídla řada ubytovacích zařízení včetně hotelů z Brna. Brněnské městské části Líšeň, Bystrc či Kohoutovice nabídly k dočasnému bydlení volné obecní byty. Koleje a menzy VUT v Brně nabídly až 600 lůžek, Masarykova univerzita dalších 200 lůžek. Přímo v Hruškách byl přistaven azylový vlak soupravy VlakFest k dočasnému ubytování dobrovolníků a zasahujících záchranářů.
Podle České asociace pojišťoven od pátečního rána pojišťovny ustanovily krizové týmy a vyslaly je do zasažené oblasti. Pro klienty zasažené bouří nastavily pravidla zrychlené likvidace umožňující okamžitou výplatu 50% zálohy odhadu škody. Během prvního víkendu po bouři např. Generali Česká pojišťovna vyplatila svým klientům 18 milionů korun a vyřešila 22 % nahlášených škod. Kooperativa ve stejné době vyřešila asi 200 pojistných událostí a vyplatila 1,5 milionu Kč, přičemž evidovala celkem více než 2800 škod v hodnotě 250 milionů korun.
Vězeňská služba ČR oznámila sestavení pracovních týmů složených z vězňů, které by vyslala na pomoc s úklidem sutě a dalších škod. Přislíbila i pomoc vězeňských psychologů a kaplanů. Lesy ČR přislíbily poskytnout obyvatelům postižených obcí až 50 m3 kulatiny nebo dar v hodnotě 100 tisíc Kč na opravu krovů.
Dopravce RegioJet zorganizoval materiální sbírku s odvozem. Online supermarkety jako Rohlík.cz či Košík.cz a obchodní řetězce jako Tesco, Penny či Billa poskytly obyvatelům v postižené oblasti rychlou dodávku potravin a základních potřeb, Kaufland a Lidl poskytly po 5 milionech korun do veřejných sbírek. Operátor O2 oznámil, že poskytne lidem ze zasažených oblastí do konce léta služby zdarma, a T-Mobile poslal na pomoc dar 5 milionů korun. Zakladatel společnosti KKCG Karel Komárek přislíbil na obnovu svého rodného regionu nejméně 150 milionů korun, z nich 50 milionů z prostředků Sazky. Nadace ČEZ přislíbila pomoc ve výši 10 milionů Kč. Skanska vyslala po dohodě s krizovým štábem do oblasti těžkou techniku na odklízení a odvoz suti, do obcí přivezla sanitární a skladové mobilní kontejnery a nabídla bezplatný pronájem a dovoz několika mobilních domů.[zdroj⁠?!]
Podařilo se shromáždit rovněž velké množství materiální pomoci od jednotlivých lidí i malých firem.
Česká komora architektů spustila iniciativu Architekti Pro Bono soustřeďující nabídky bezplatného či zvýhodněného architektonického poradenství pro jednotlivce, organizace a samosprávy.

### Sbírky a benefice

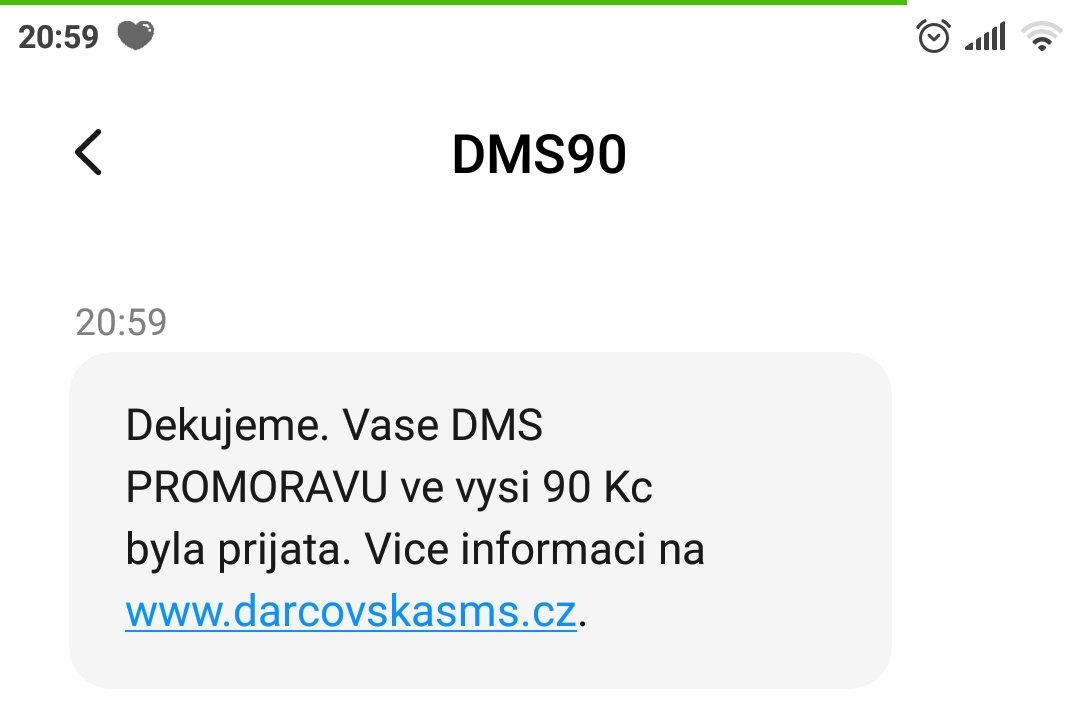
Potvrzení o zaslání dárcovské SMS na sbírku pro pomoc obcím postiženým tornádem v průběhu benefičního koncertu České televize.

Nadace Via spustila online sbírku, na které se pár hodin od spuštění vybralo přes 30 milionů korun. Veřejnou sbírku vyhlásila také Diecézní charita Brno, ADRA, Český červený kříž, Člověk v tísni, Diakonie Českobratrské církve evangelické, Diakonie Apoštolské církve, Husitská diakonie, dárcovská platforma Znesnáze21, Konto Bariéry, Nadace Partnerství a další. Hejtman Karlovarského kraje Petr Kulhánek také přislíbil uspořádání sbírky na podporu zasažených obcí. Ve sbírce Nadace Via prostřednictvím portálu Darujme.cz se ke 14. hodině 25. června podařilo vybrat kolem 67 milionů korun, do sbírky se do té doby zapojilo na 62 tisíc dárců. V neděli 27. června nadace evidovala příspěvky ve výši 153 milionů. Podle nadace dary přibývaly během pátku 25. června rychlostí až půl milionu korun za pět minut, což bylo podle vyjádření jejích zástupců historický rekord. Na webovém portále Donio bylo 25. června kolem 14. hodiny na podporu hodonínské zoo vybráno více než 1,5 milionu korun. Brněnská charita evidovala 25. června večer přes 50 milionů korun na účtu pomoci postiženým tornádem, dále téměř 6 milionů korun zaslaných pomocí DMS a přes 4 miliony korun odeslaných prostřednictvím platformy Darujeme. V polovině července už vybrala celkem asi 275 milionů Kč. Do sbírky Člověka v tísni se během prvních 9 hodiny vybralo 32 milionů korun. Nadace Partnerství vybrala na obnovu zeleně, zahrad i celé krajiny přes 2,5 milionu korun.
Někteří lidé solidaritu využili k podvodům, když okopírovali grafiku sbírky Diecézní charity Brno a zveřejnili u ní falešný platební QR kód. Policie 27. června zadržela 22letého muže podezřelého z podvodu a oznámila, že ke zneužití žádných peněz nedošlo, neboť se tímto způsobem podvodníkům nepodařilo žádné peníze získat. Dalším případem byla změna čísla účtu u žádosti o příspěvek.
V polovině července 2021 bylo hlášeno, že celková vybraná částka na obnovu postižené oblasti přesáhla 1,1 miliardy korun.

#### Koncerty
Česká televize ohlásila na středu 30. června benefiční Koncert pro Moravu s účastí mimo jiné Dana Bárty, Richarda Krajča, Vojty Dyka, Adama Plachetky, Jana Maxiána, Evy Burešové, Anny K., skupin Čechomor, Buty, Mňága a Žďorp či dvojice Hana a Petr Ulrychovi. Před koncertem a v jeho průběhu se podařilo vybrat pomocí DMS více než 11 milionů korun. Národní divadlo Brno připravilo na 2. července benefiční koncert Carmina Burana na piazzetě Janáčkova divadla. Česká filharmonie a Filharmonie Brno provedly 3. července 2021 společný benefiční koncert v jízdárně valtického zámku s Dvořákovou Špacírkou ze Slovanských tanců a Novosvětskou symfonií na programu. Koncert přenášela živě ČT art a v jeho průběhu se podařilo vybrat 2,5 milionu korun na sbírkový účet Nadace Via.
Ve středu 7. července 2021 se uskutečnil v Praze na Václavském náměstí benefiční koncert pro Nadaci Via nazvaný Společně pro Moravu, na němž vystoupili Poetika, O5 a Radeček, Xindl X, Juraj Hnilica, Pavel Calta, Klára Vytisková, Slza, James Harries a Rybičky 48. V průběhu koncertu, který zorganizoval Robin Suchánek, se prostřednictvím DMS vybralo přes 80 tisíc Kč a další peníze lidé posílali na účet. Výtěžky ze svých koncertů věnovaly na obnovu postižených obcí také Moravská filharmonie Olomouc či hudební festival Za poklady Broumovska.

### Zahraniční pomoc
- Slovensko – Slovenský premiér Eduard Heger přislíbil pomoc. Na místo přijelo ze Slovenska 11 sanitek. K česko-slovenské hranici, konkrétně do obce Kúty, se přesunuli hasiči z Bratislavy a Trnavy. Eduard Heger uvedl, že Univerzitní nemocnice v Bratislavě a nemocnice v Myjavě, Skalici a Malackách jsou připraveny přijmout pacienty.[130] Prezidentka Zuzana Čaputová vyjádřila soustrast všem postiženým a popřála hodně síly na vyrovnání se s následky pohromy.[49] Ministr sociálních věcí Milan Krajniak uvedl, že Slovensko nabídlo Česku pomoc s ubytováním lidí.[131]
- Rakousko – Dolnorakouský Červený kříž poskytl 30 sanitek, dalších 12 vozidel, a dva záchranářské vrtulníky. Jednalo se o do té doby největší přeshraniční zásah dolnorakouského Červeného kříže.[132]
- Polsko – Mluvčí polského prezidenta Piotr Müller napsal na svůj twitterový účet, že Polsko je připraveno vyslat hasiče na pomoc s odklízením následků tornáda.[133] Polská energetická skupina věnovala 200 000 zlotých (asi 1 130 000 korun) na pomoc pro postižené tornádem.[134]
- Chorvatsko – Chorvatský premiér Andrej Plenković nabídl pomoc s odklízením následků tornáda a uvedl: „V těchto náročných časech může Česko počítat s naší podporou a solidaritou.“[135]
- Vatikán – Papež František 27. června při své pravidelné nedělní modlitbě Angelus pronesené ke Svatopetrskému náměstí zmínil oběti bouře a pomodlil se za ně.[136] Po slavnostní mši svaté během poutě na Velehradě 5. července apoštolský nuncius Charles Balvo ujistil o modlitbě a blízkosti Svatého Otce všechny postižené tornádem i pozůstalé po obětech.[137]
- Tchaj-wan – Vláda Tchaj-wanu věnovala částku v přepočtu 6,5 milionu korun na transparentní bankovní účet Jihomoravského kraje.[113]

### Obnova obcí
Moravská Nová Ves v polovině října 2022:

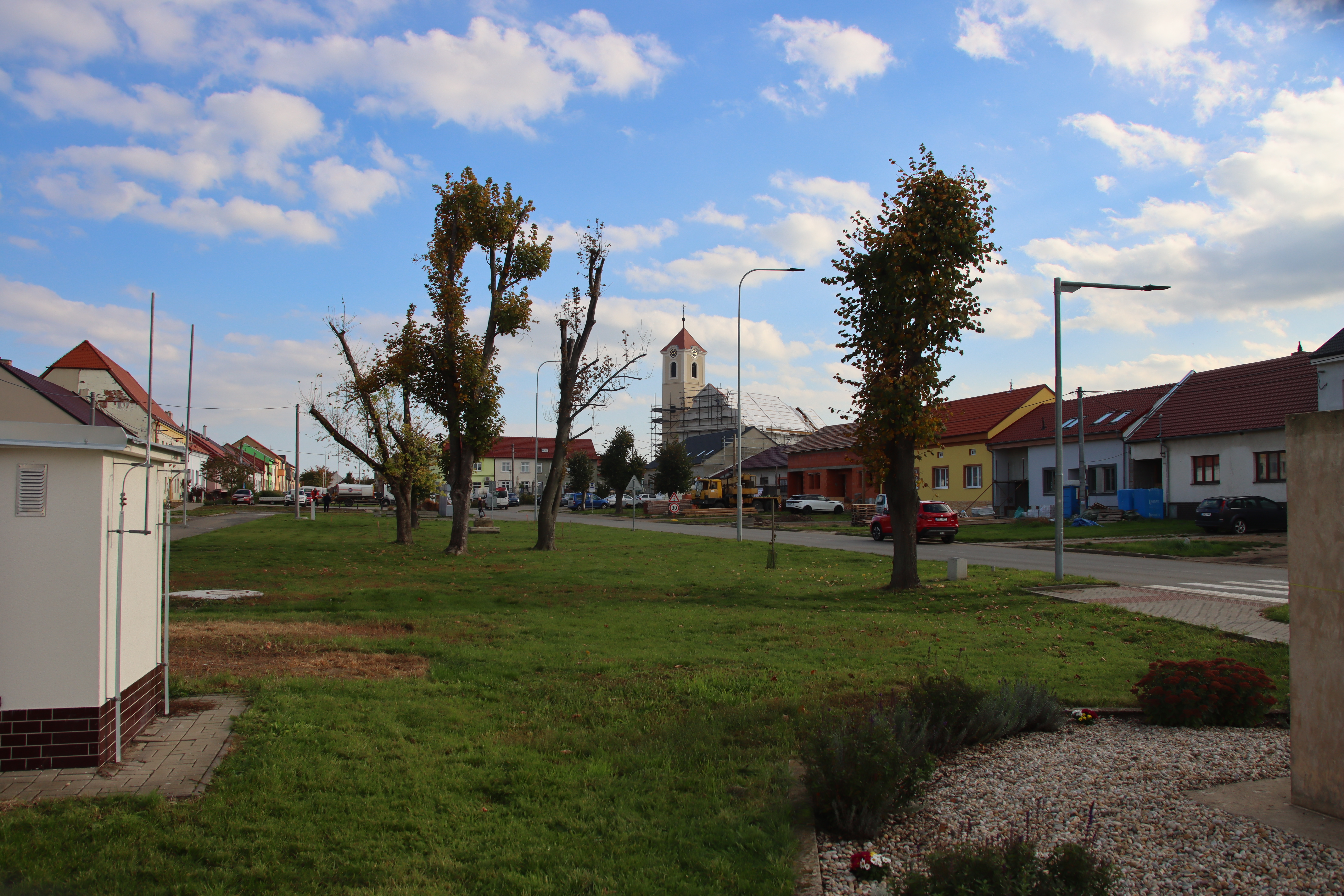
Náves
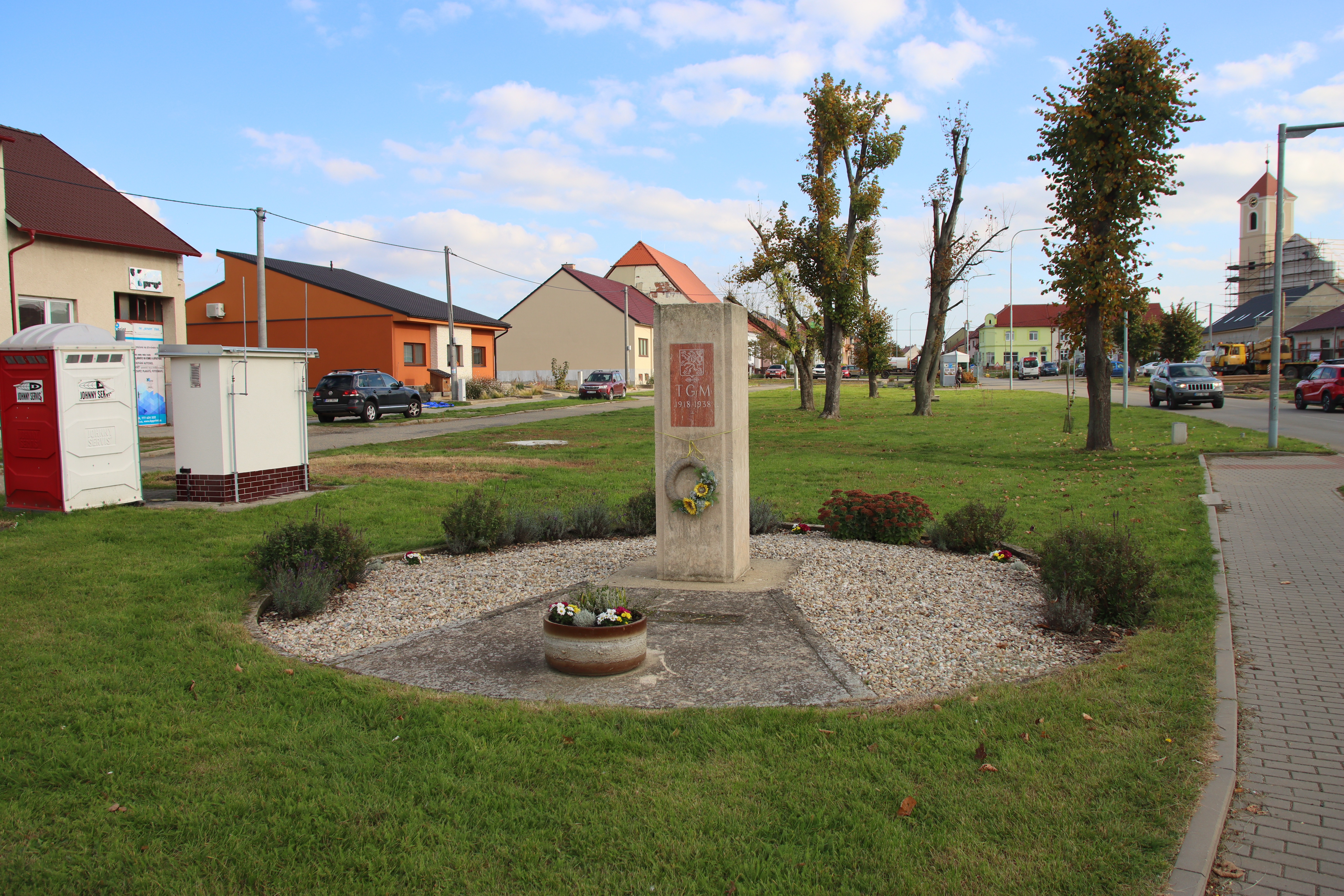
Pozůstatky památníku T. G. Masaryka na návsi
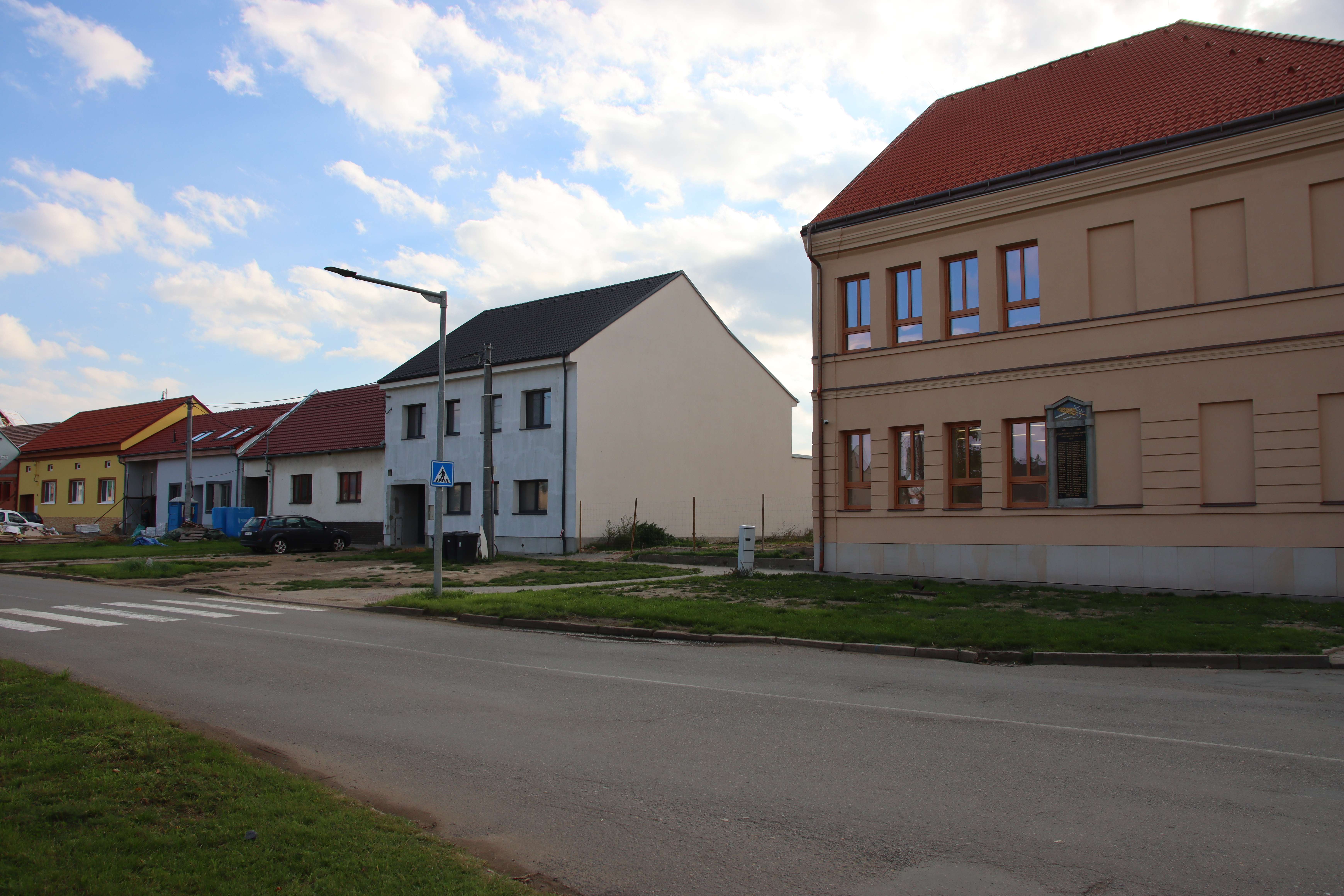
Proluka po zdemolovaném domě a opravené střechy
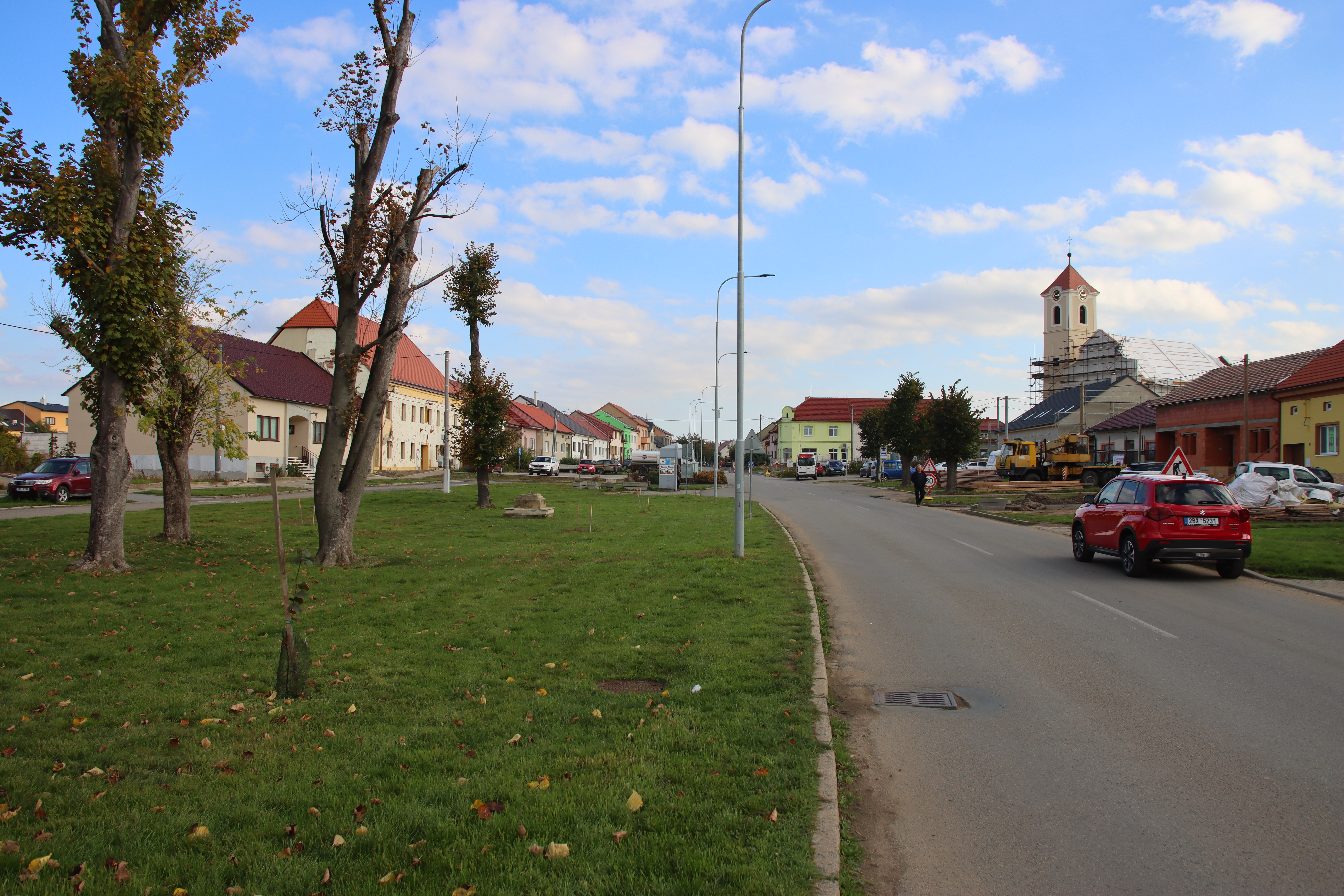
Obrážející lípy na návsi
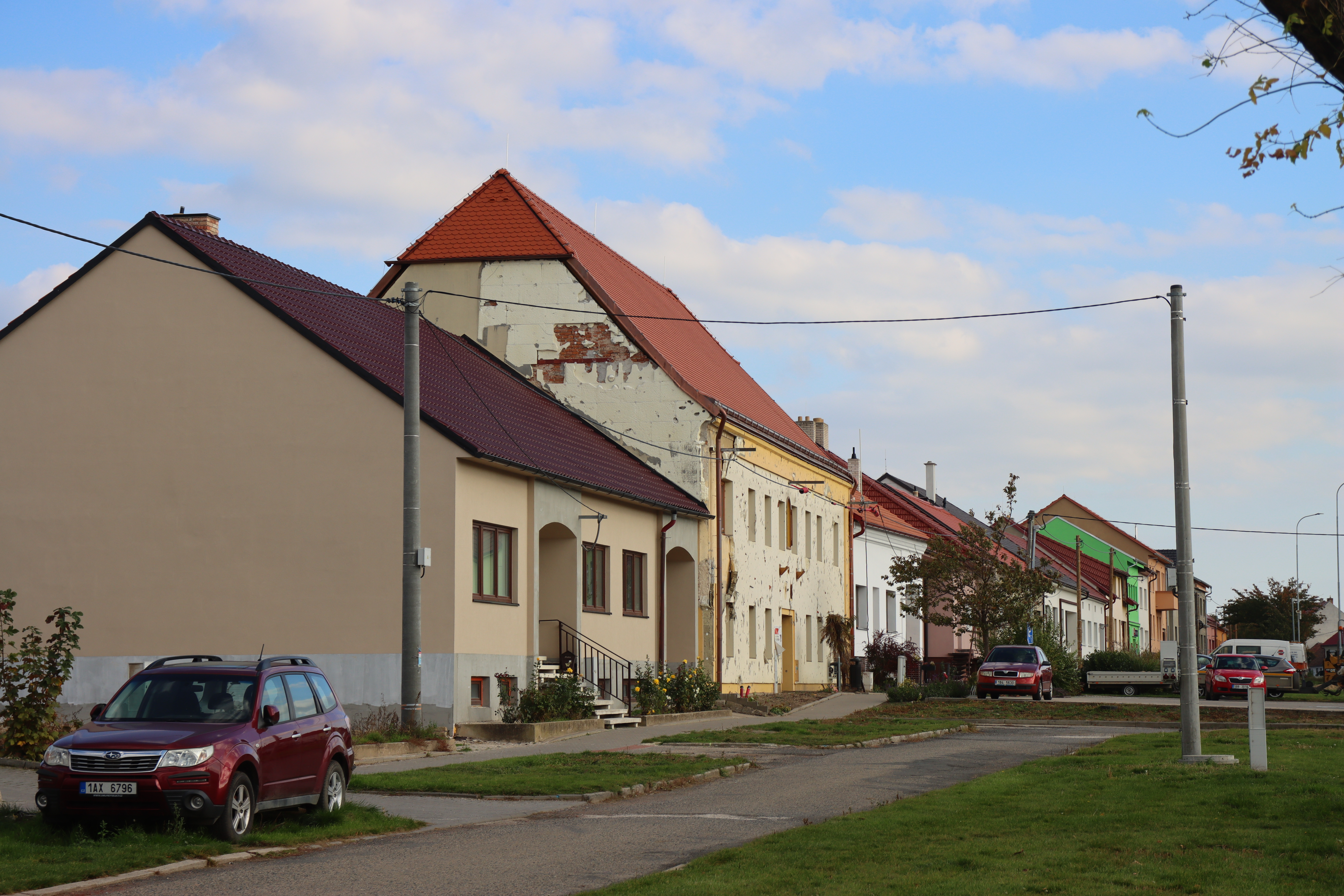
Stále poškozená fasáda radnice

Hrušky, 2023-2024

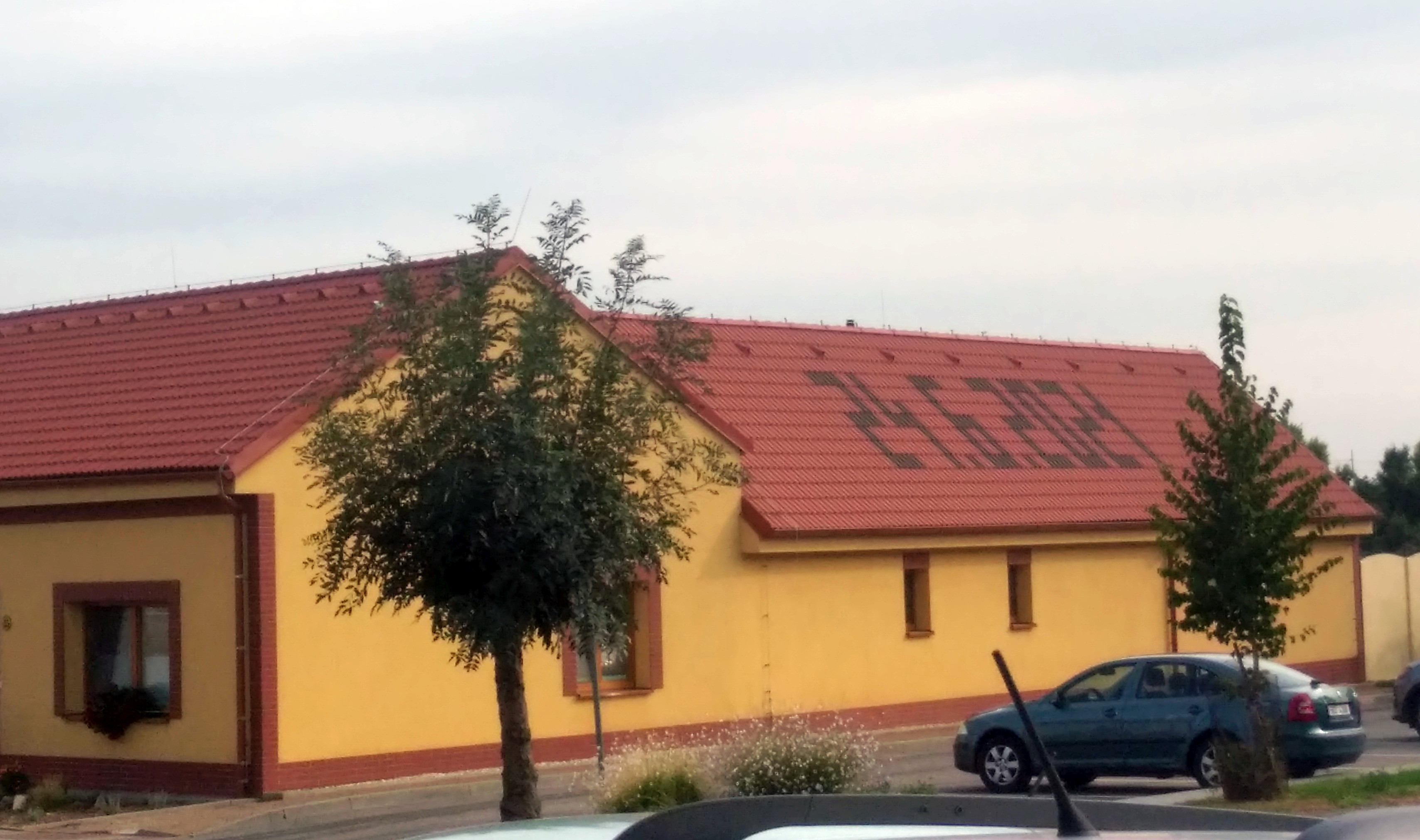
Střecha domu v jižní části ulice Hlavní, Hrušky - černými cihlami je na ní pro připomínku "napsané" datum tornáda. srpen 2024
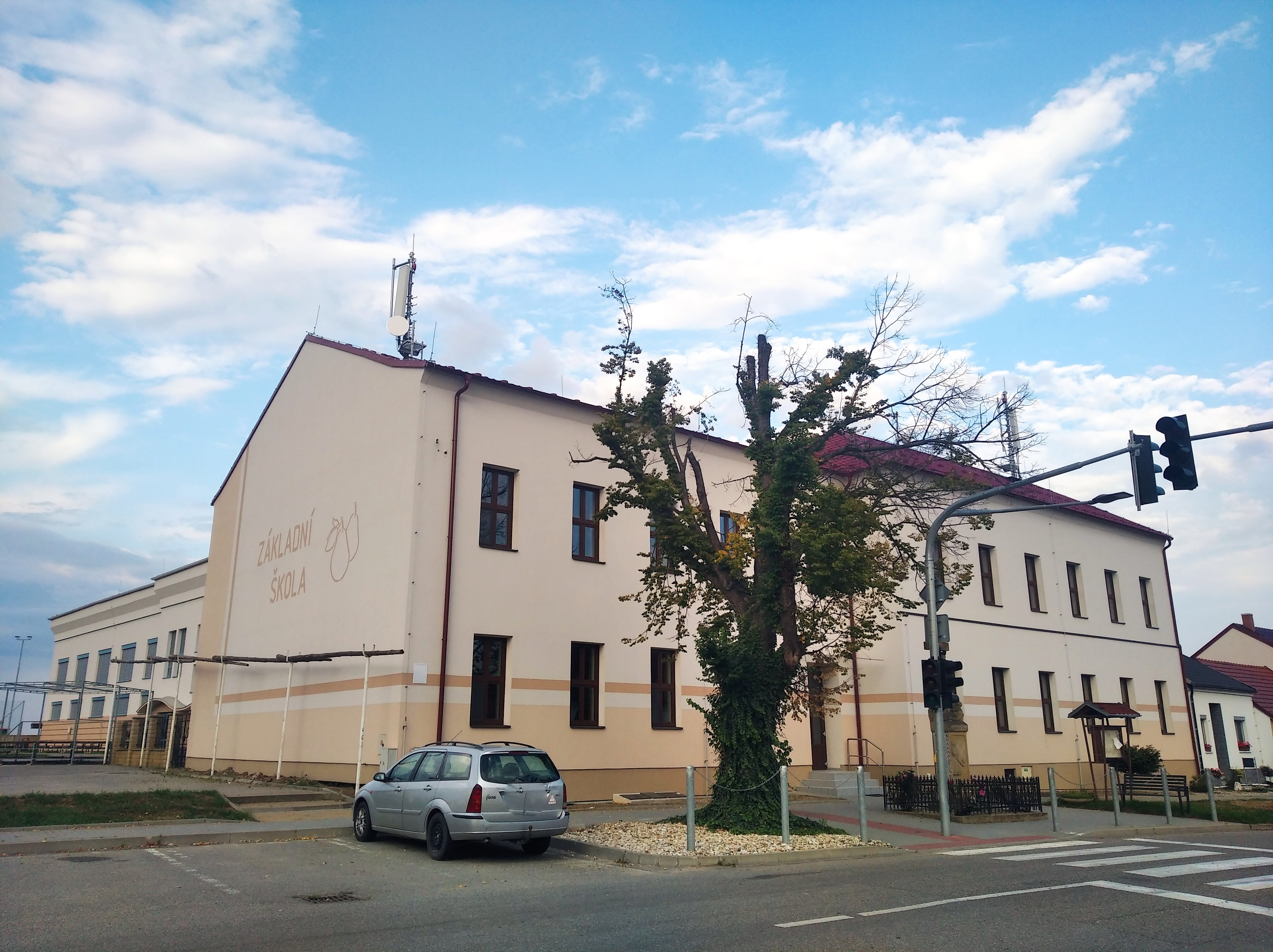
škola po rekonstrukci, srpen 2023
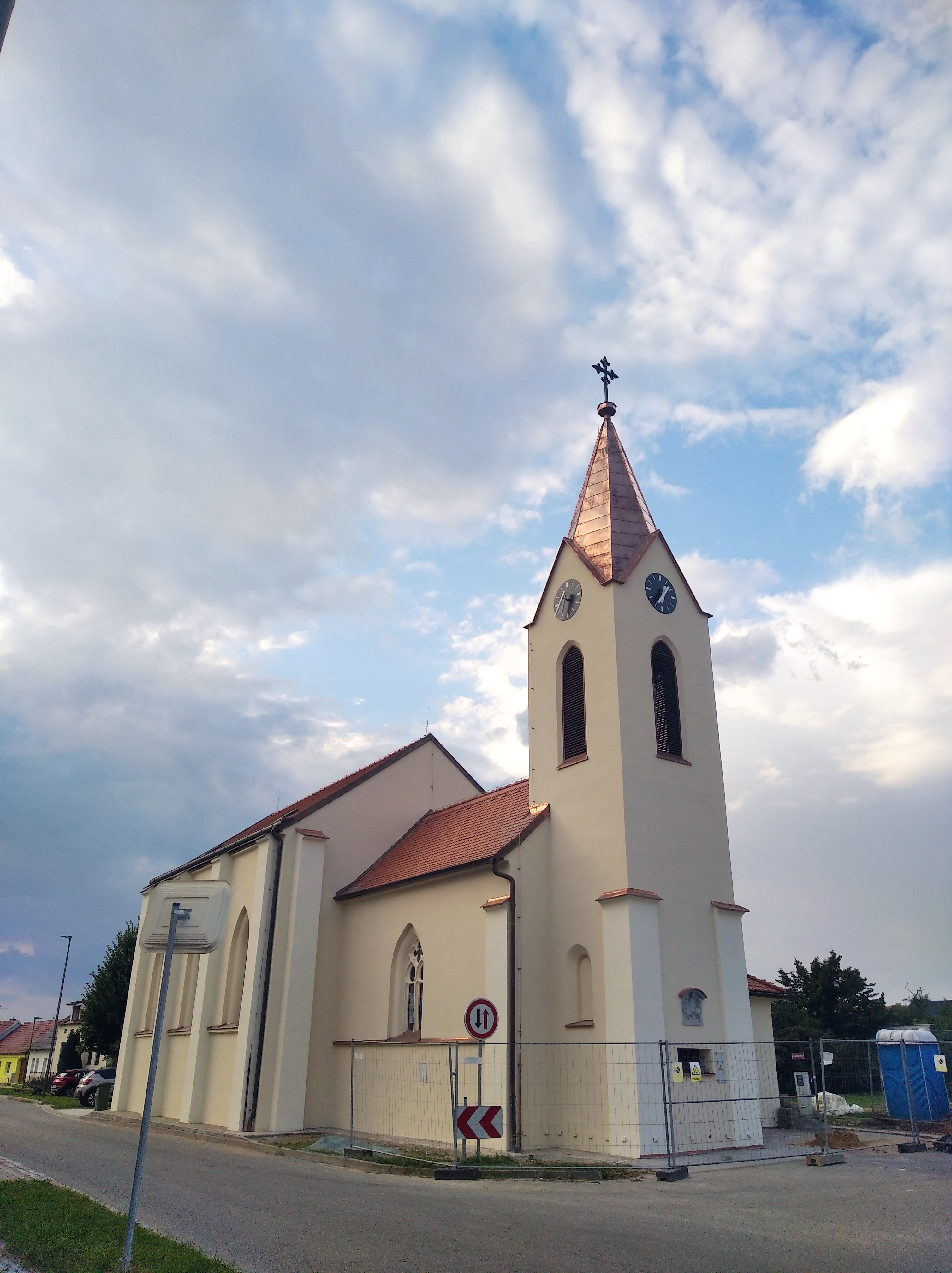
kostel sv. Bartoloměje po rekonstrukci, srpen 2023

## Tornádo v dokumentech
Zhruba půl roku po události začala režisérka Jana Počtová ve spolupráci s Nadací Karel Komárek Family Foundation natáčet dokumentární film s výpověďmi místních obyvatel, jehož premiérové uvedení Českou televizí pod názvem Tornádo, rok poté bylo ohlášeno na 23. června 2022.
Vznikl rovněž časosběrný dokument Tornádo reportérky Barbory Žítkové, ohlášený k uvedení 22. června 2022 na ČT24 v rámci pořadu 90’.

## Tornáda v Česku
Silná tornáda se v české historii vyskytovala velmi vzácně. V 21. století bylo pozorováno tornádo v Litovli 9. června 2004, které dosáhlo síly F3, nevyžádalo si však žádné oběti. Za celou známou historii až do té doby bylo na území Česka zaznamenáno jen 10 takto silných tornád, to z 24. června 2021 je tak jedenácté. Nejstarší tornádo na českém území zaznamenal 30. července 1119 kronikář Kosmas. Jeho síla se zpětně odhaduje na F3 nebo F4 a jedná se o nejstarší zaznamenaný vzdušný vír na území českých zemí.